# Sanctuaire de la Réparation au Sacré-Cœur et de Padre Pio
Le Sanctuaire de la Réparation au Sacré-Cœur et de Padre Pio ou Sanctuaire du Sacré-Cœur et de Padre Pio est un ensemble religieux situé au 3650, boulevard De La Rousselière dans l'arrondissement de Rivière-des-Prairies–Pointe-aux-Trembles à Montréal au Québec.

## Histoire

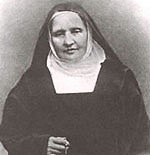
La fondatrice.

Le sanctuaire a été fondé en 1896 par Marie Hébert de La Rousselière (1840-1924), sur le domaine de son beau-frère André Brisset des Nos. Elle fait d'abord ériger une chapelle en bois dédiée à la Réparation du Sacré-Coeur, chapelle appelée Notre-Dame-des-Oliviers. Le terme de réparation réfère au fait de « réparer» les dommages apportés à la religion catholique, notamment en raison de l'anticléricalisme en France qui a contraint Marie Hébert à immigrer au Canada. La chapelle est détruite en 1905 et rebâtie en 1910.
Le sanctuaire était le plus important de Montréal jusqu’à la construction de l’Oratoire Saint-Joseph dans les années 1930. Dès 1913, Mgr Paul Bruchesi, alors évêque de Montréal, le désigne « lieu de pèlerinage eucharistique ». Durant les années 1910, un tramway conduit les pèlerins directement au sanctuaire.
Trois communautés religieuses se sont succédé au sanctuaire : les Dominicains, les Pères du Très-Saint-Sacrement en 1899 et, à partir de 1921, les Frères mineurs capucins, responsables des lieux et du monastère bâti en 1921.
En 2003, le sanctuaire devient également dédié à saint Padre Pio pour qui une chapelle est érigée en 1960.

## Composantes
Le sanctuaire comprend plusieurs composantes dont un certain nombre sont distribuées dans un boisé derrière la chapelle de la Réparation.

### La chapelle de la Réparation
Cette chapelle a été construite en 1910 pour remplacer celle en bois de 1896 détruite par un incendie en 1905. Les statues sur le tympan au-dessus des portes d'entrée sont l'œuvre d'Armand Filion. Elles représentent saint François d'assise et sainte Marguerite-Marie et datent de 1946.

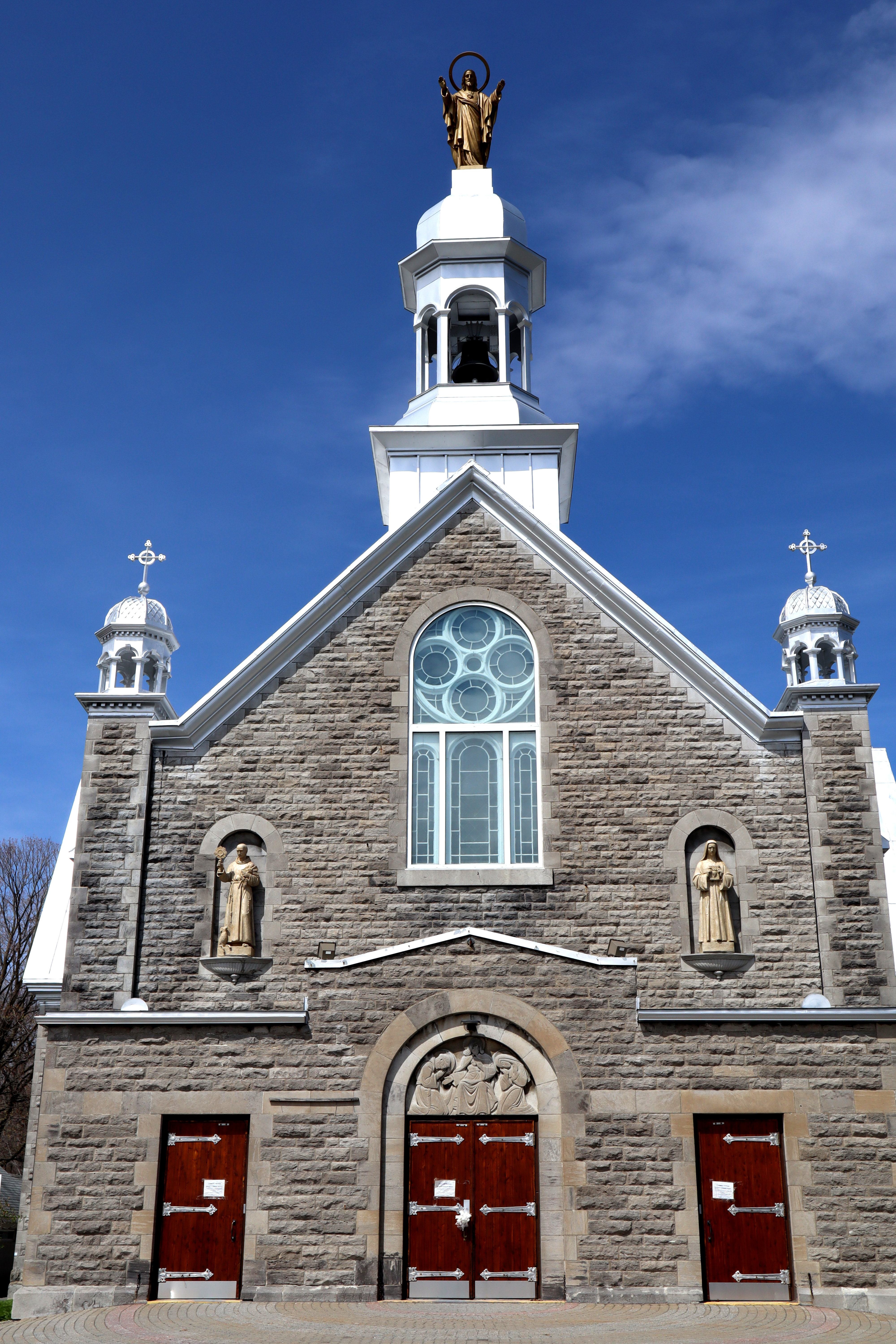
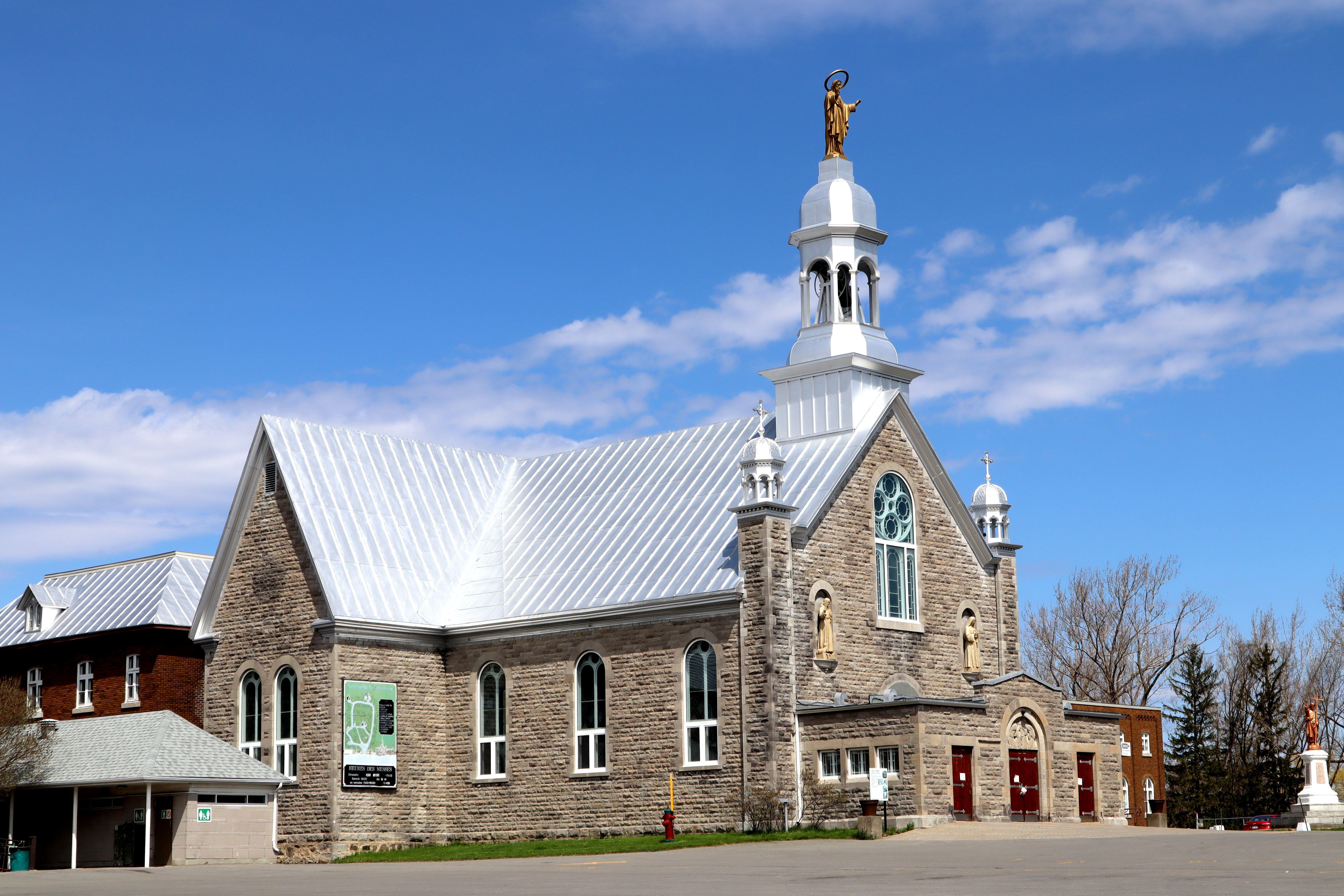

### Le monastère
Le monastère a été construit en 1921 pour les Frères capucins.

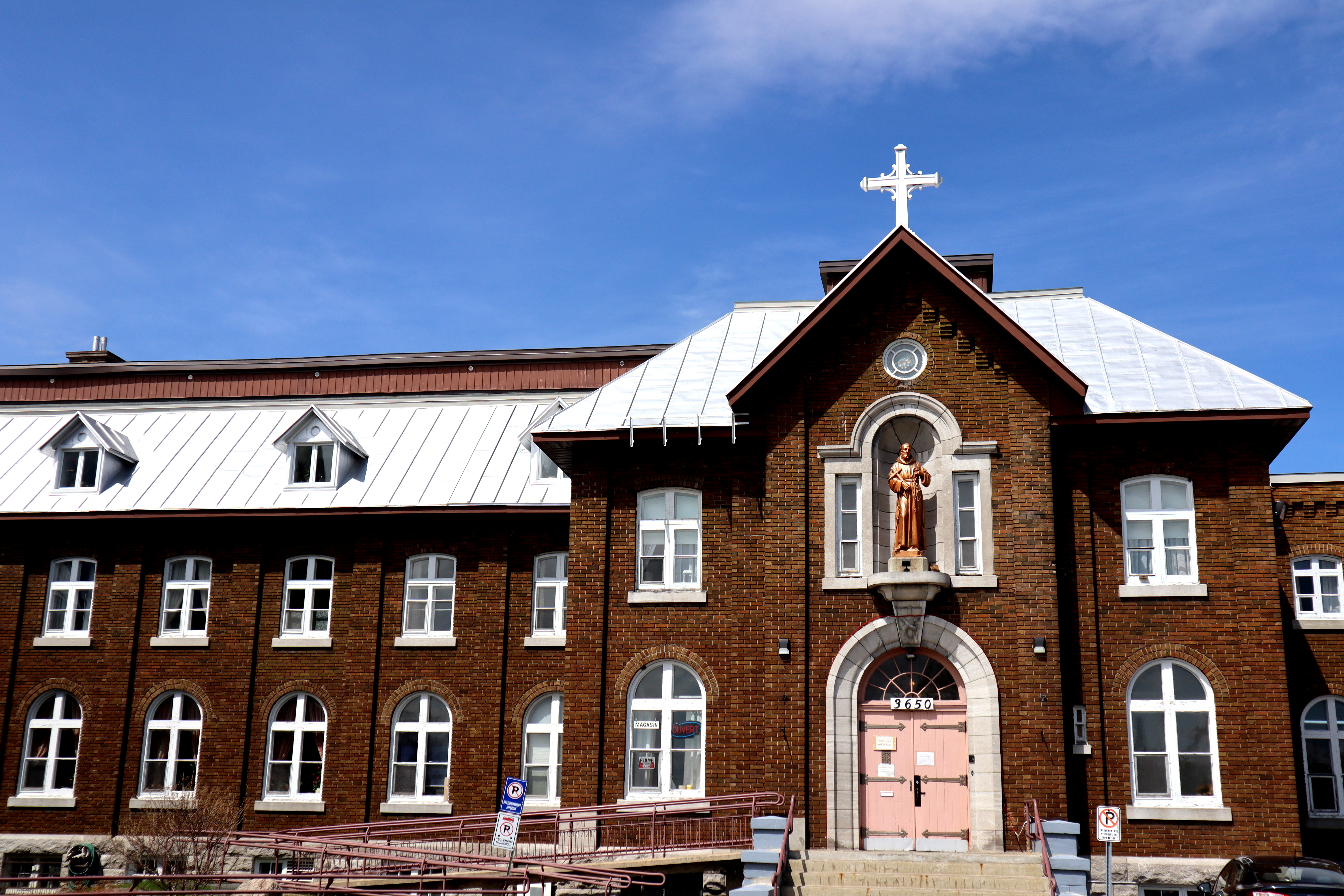
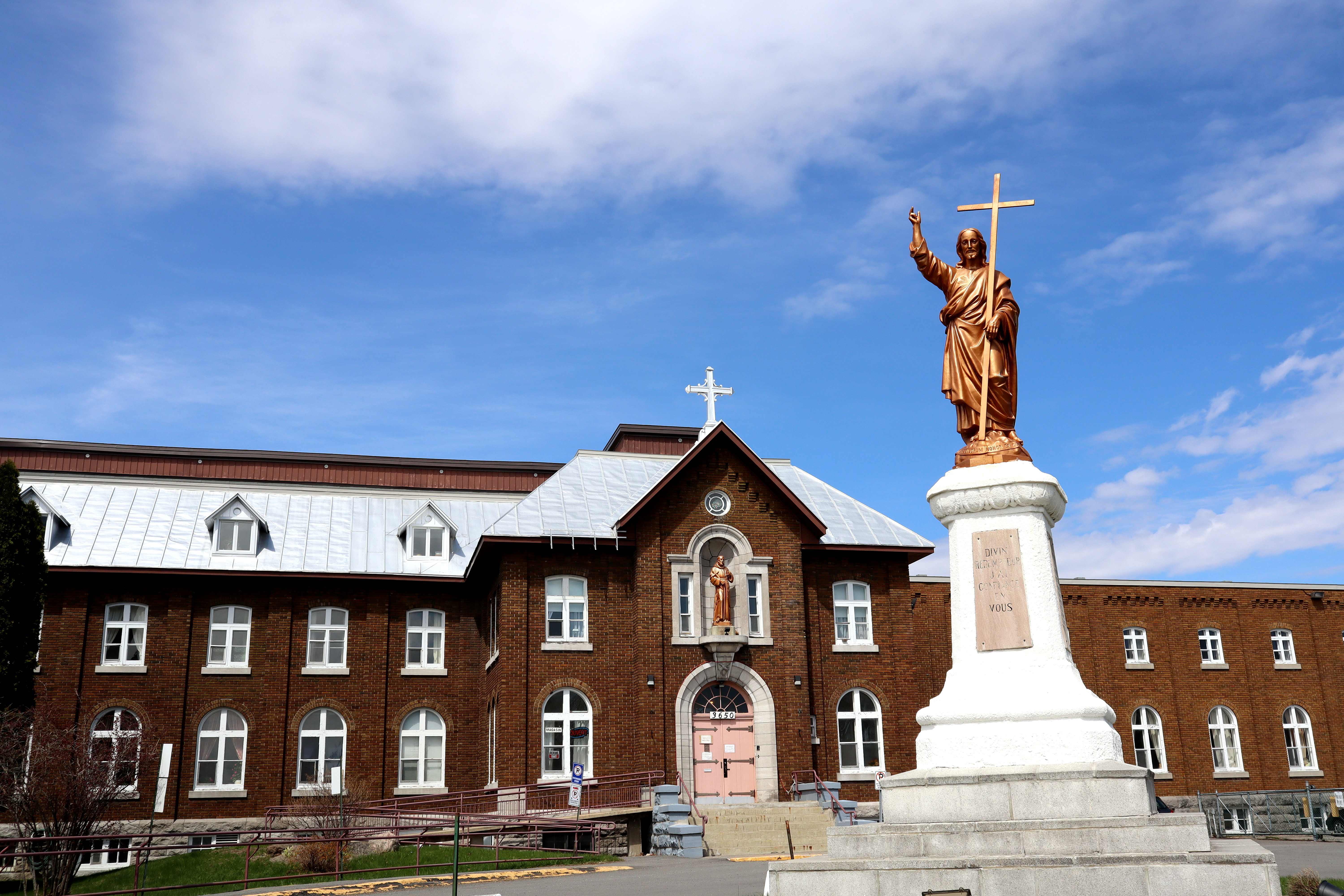

### La grande chapelle et  la salle Padre Pio
Pour faire face à l'afflux de pèlerins, une chapelle en béton, acier et bois pouvant accueillir 1 500 personnes est construite en 1959. Une série de poutres de 35 m de longueur soutient la toiture. À une extrémité de la chapelle, des frères capucins reposent dans un mausolée au lieu de la crypte en sous-sol comme auparavant. À l'autre extrémité, la salle Padre Pio, construite en 1984, sert de lieu de rencontres. Elle est nommée en l'honneur de Padre Pio, un Capucin qui a reçu les stigmates et à qui on attribue plusieurs miracles. Une statue est érigée près de l'entrée de la salle.

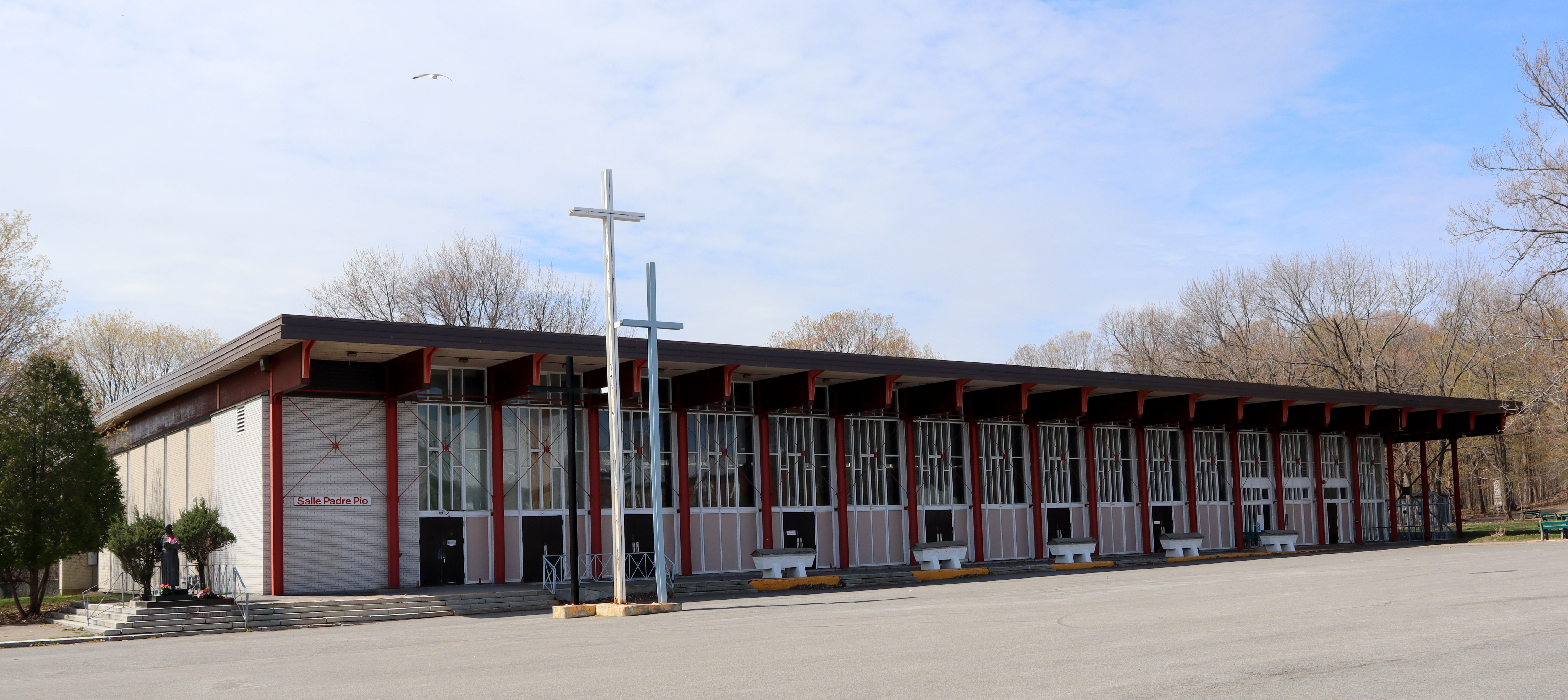
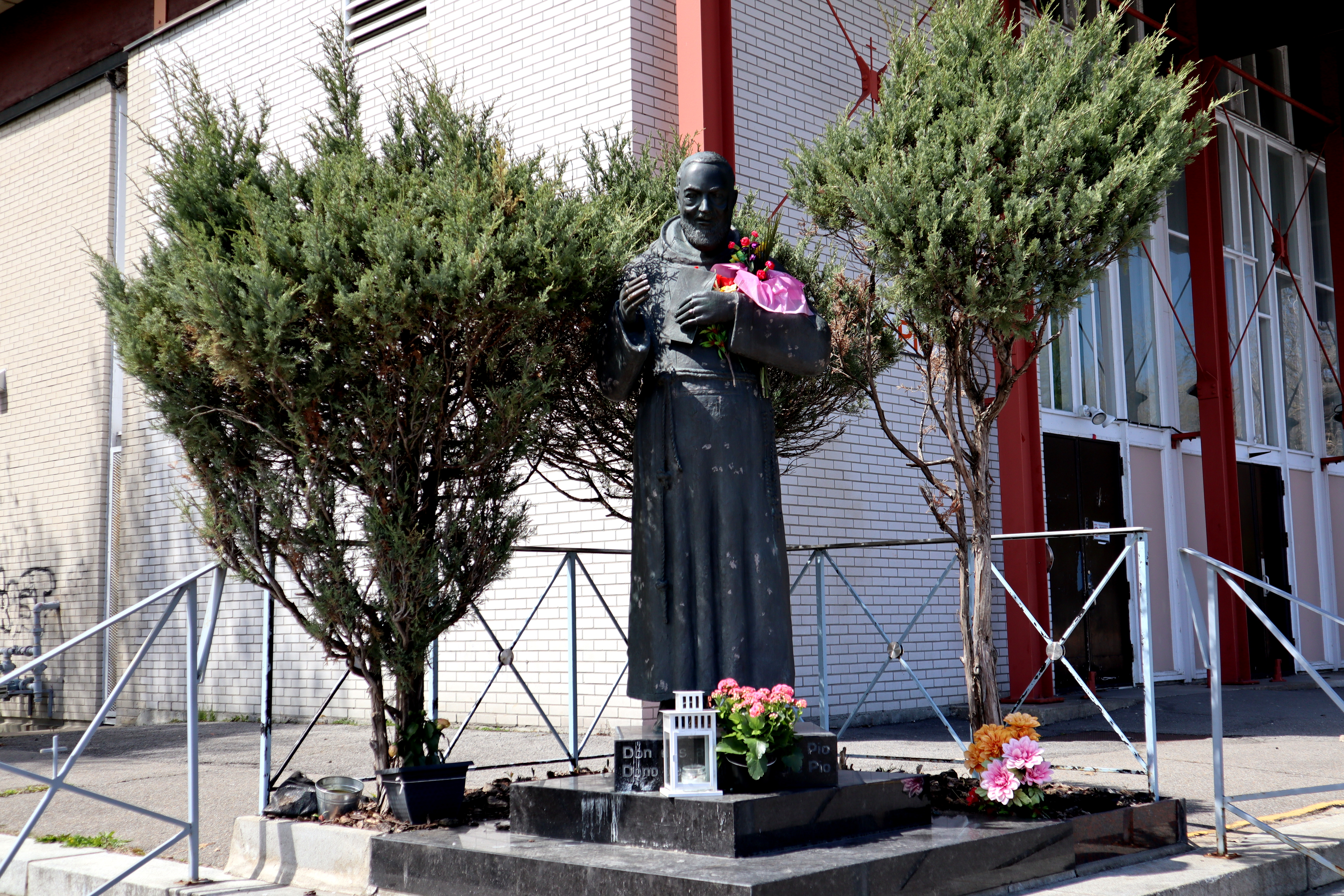

### La chapelle de la Scala Santa
Au milieu du chemin de croix, la chapelle de la Scala Santa commémore l'escalier saint que le Christ a dû monter pour se présenter devant Ponce Pilate. Elle a été construite en 1905 par l'architecte Joseph Arthur Godin, dans un style d’inspiration byzantine et en béton armé, une des premières constructions au Québec à recourir à ce matériau. La coupole est recouverte d'acier galvanisé, percée de huit lucarnes en forme de rosace et surmontée d'un bulbe byzantin portant une croix. Un escalier rappelant celui de la Scala Santa de Rome mène à la partie supérieure où on retrouve une Cène sculptée grandeur nature.

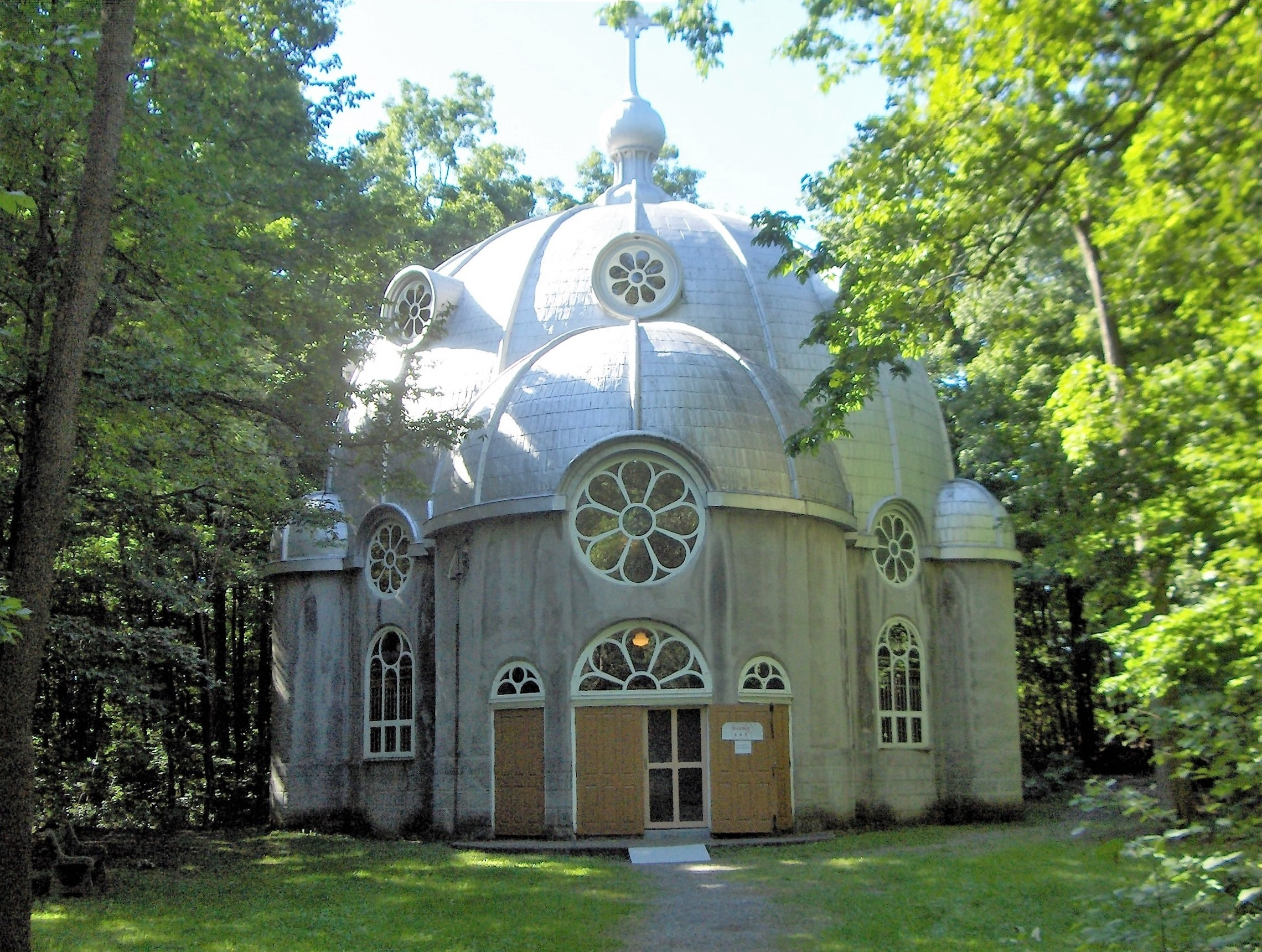
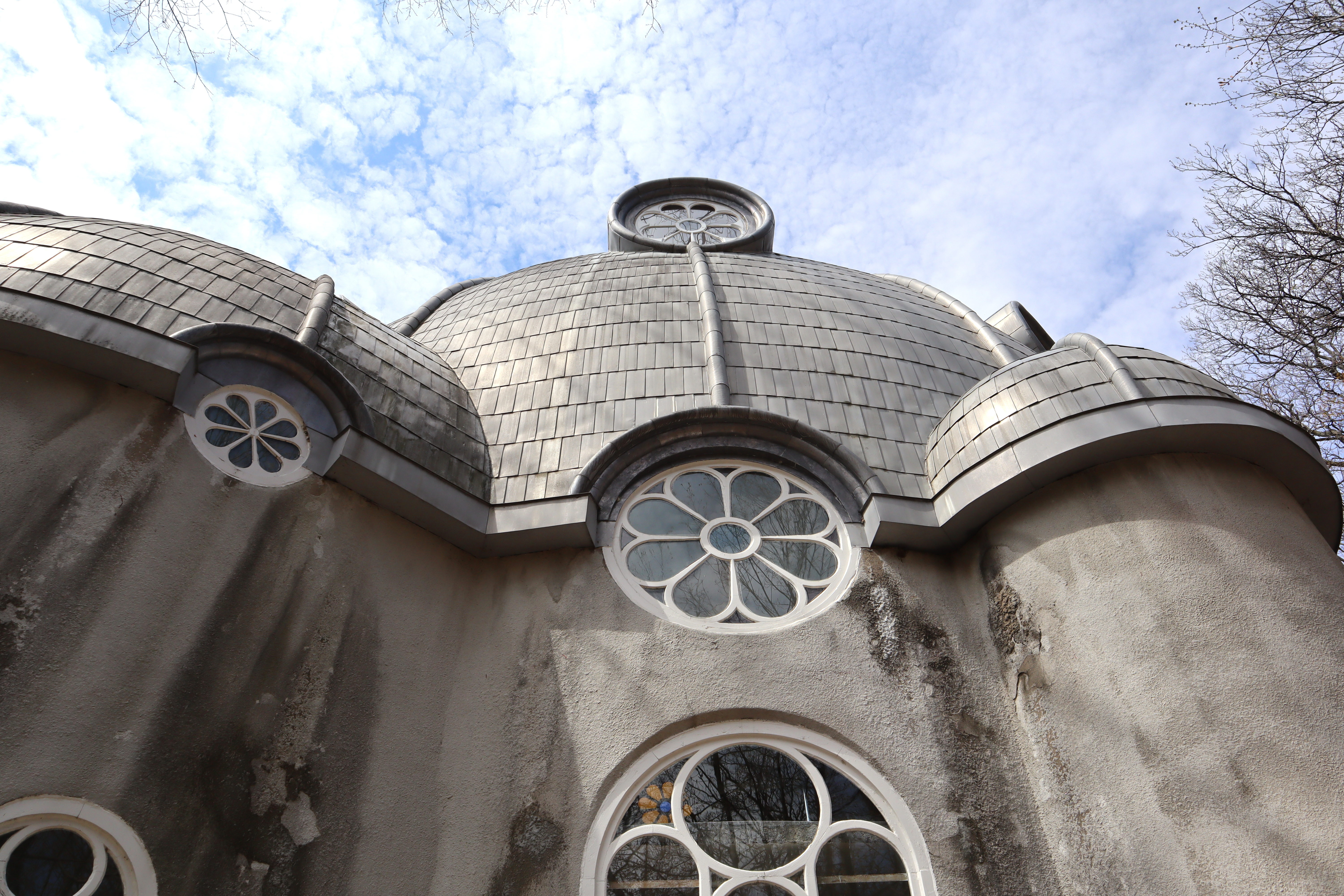
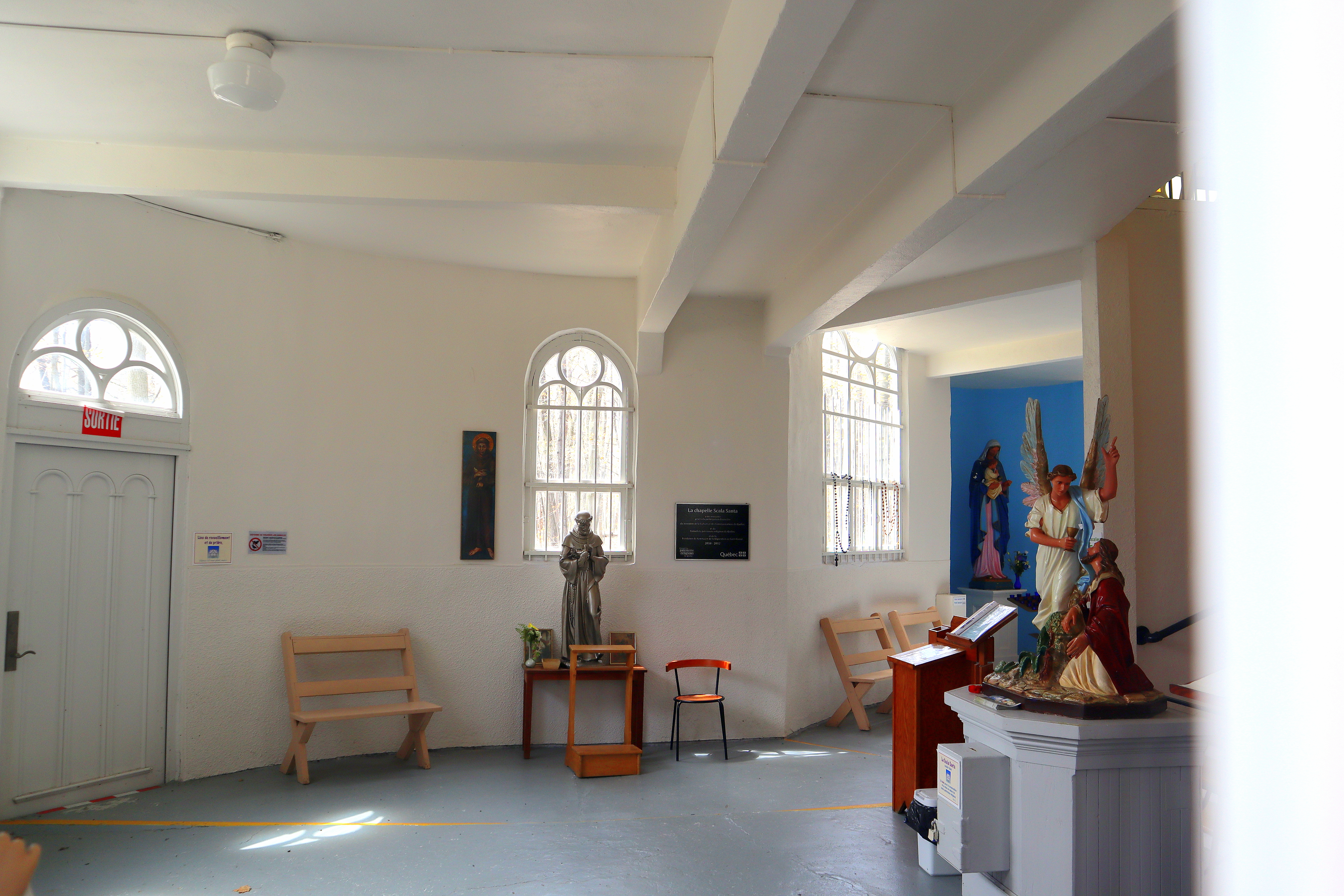
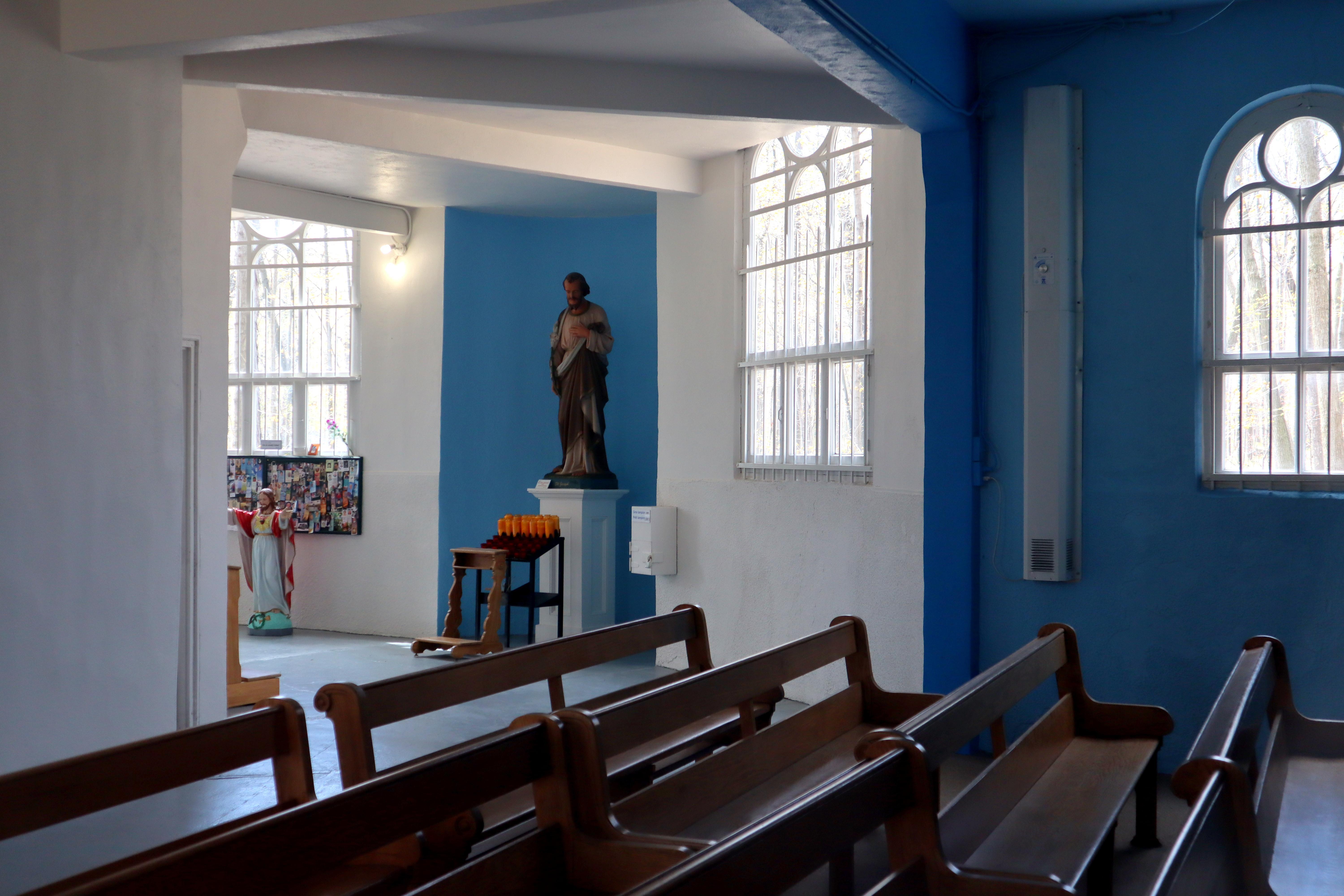
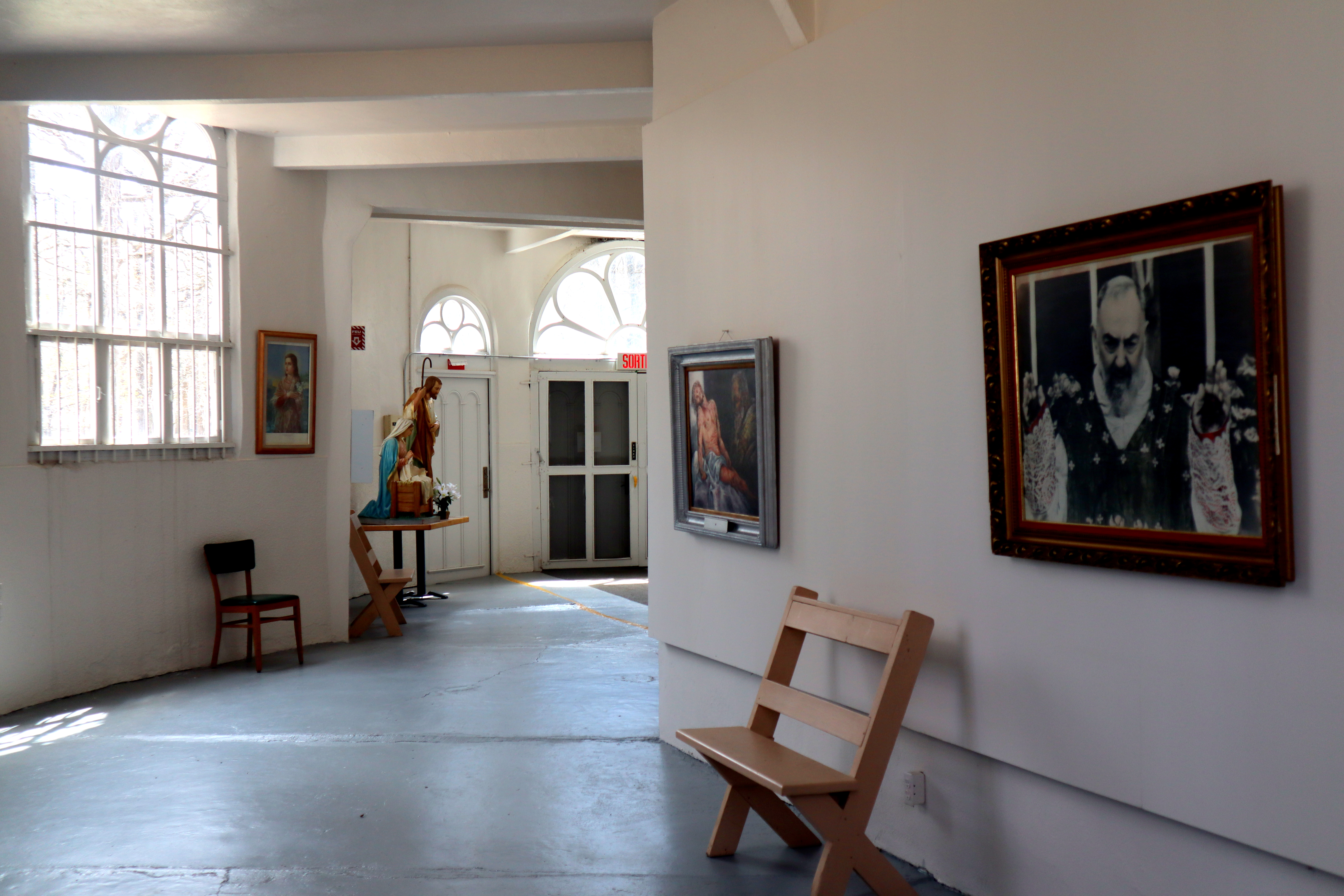

### Le chemin de croix
Un chemin de croix a été créé en 1897 par le Franciscain Frédéric Janssoone. Il comprend les douze stations, espacées selon les distances entre chacune à Jérusalem. Elles ont été rénovées en 1952. Les dioramas ont été réalisés par l'atelier de Thomas Carli.

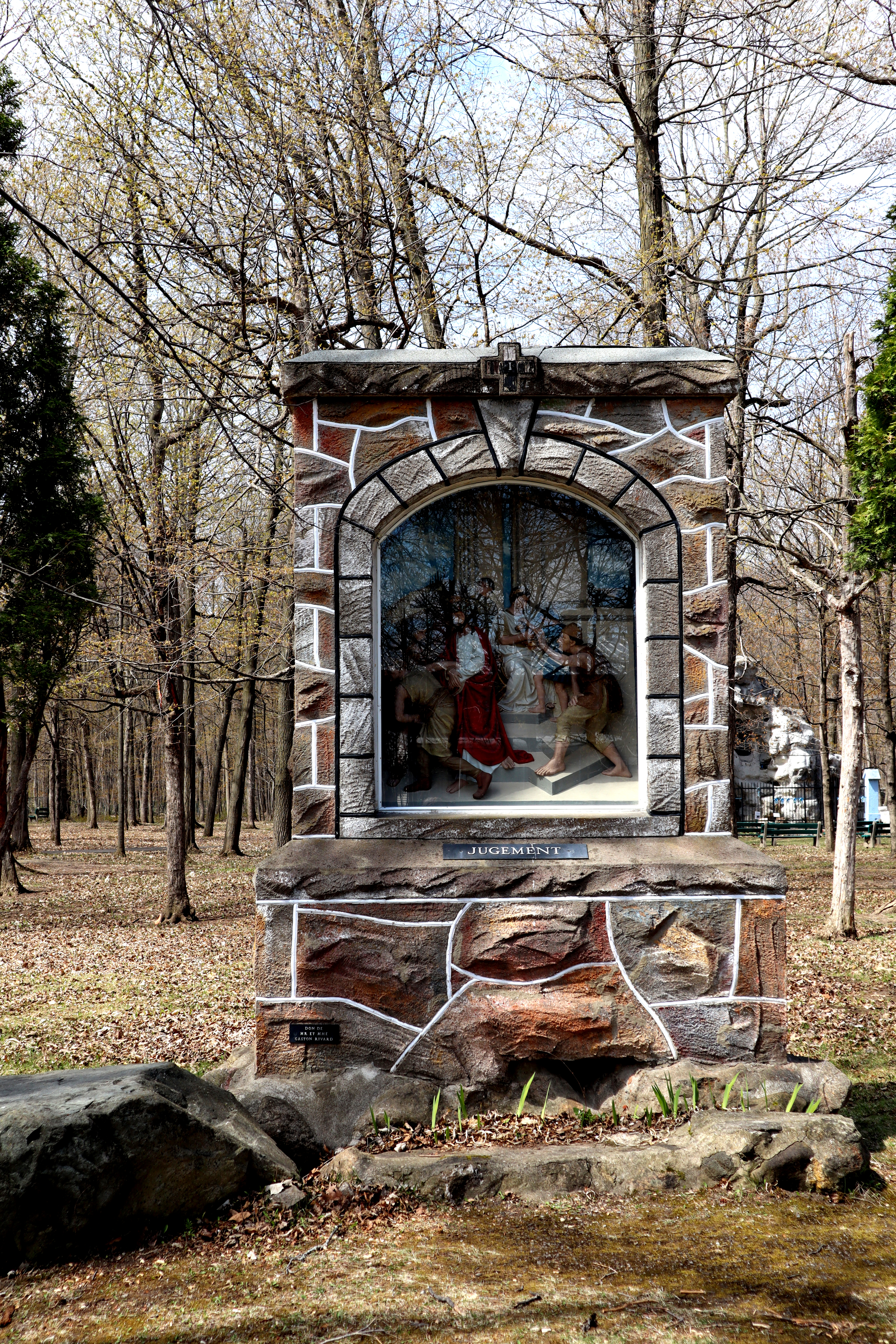
La condamnation
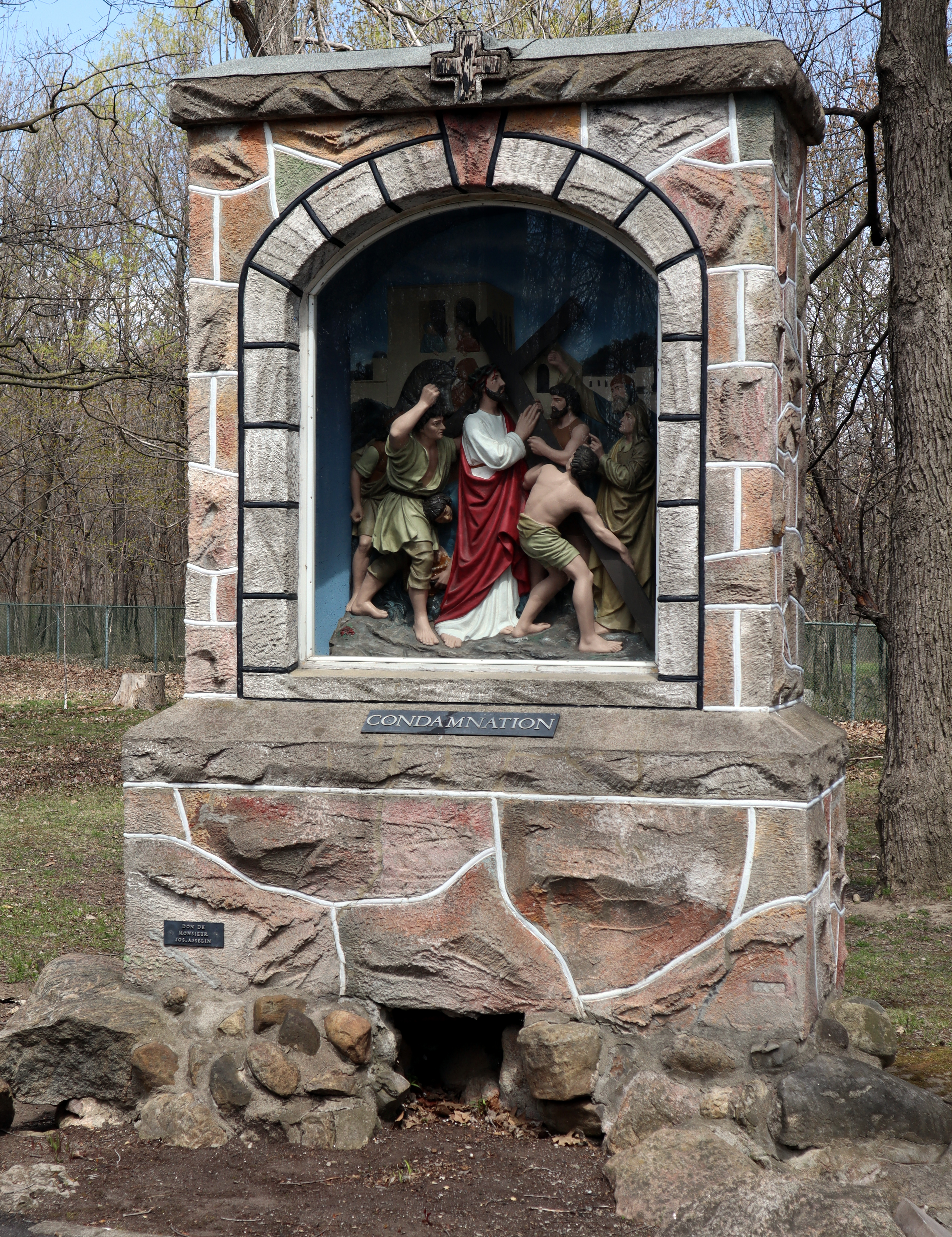
La remise de la croix
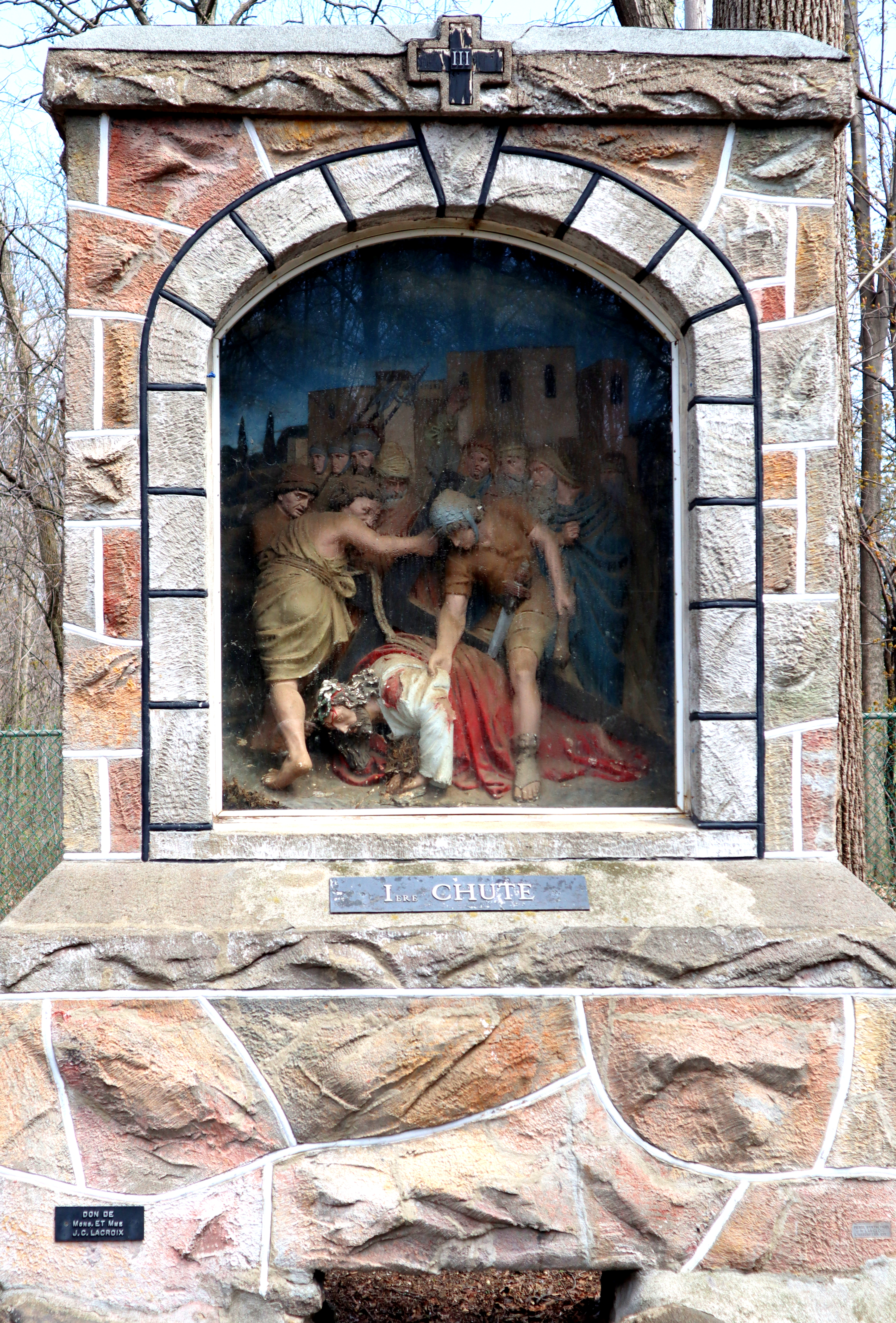
La première chute
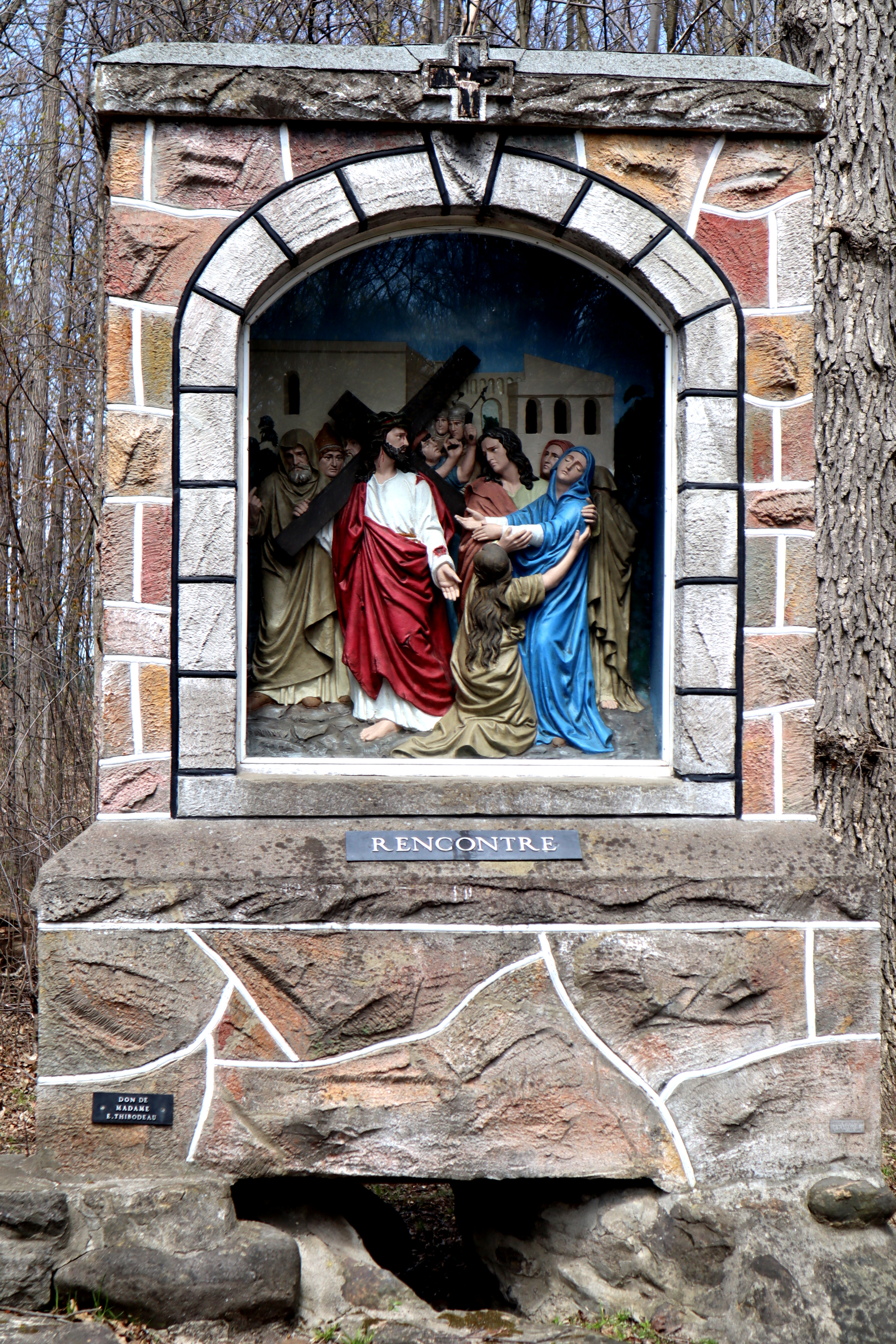
La rencontre avec la Vierge
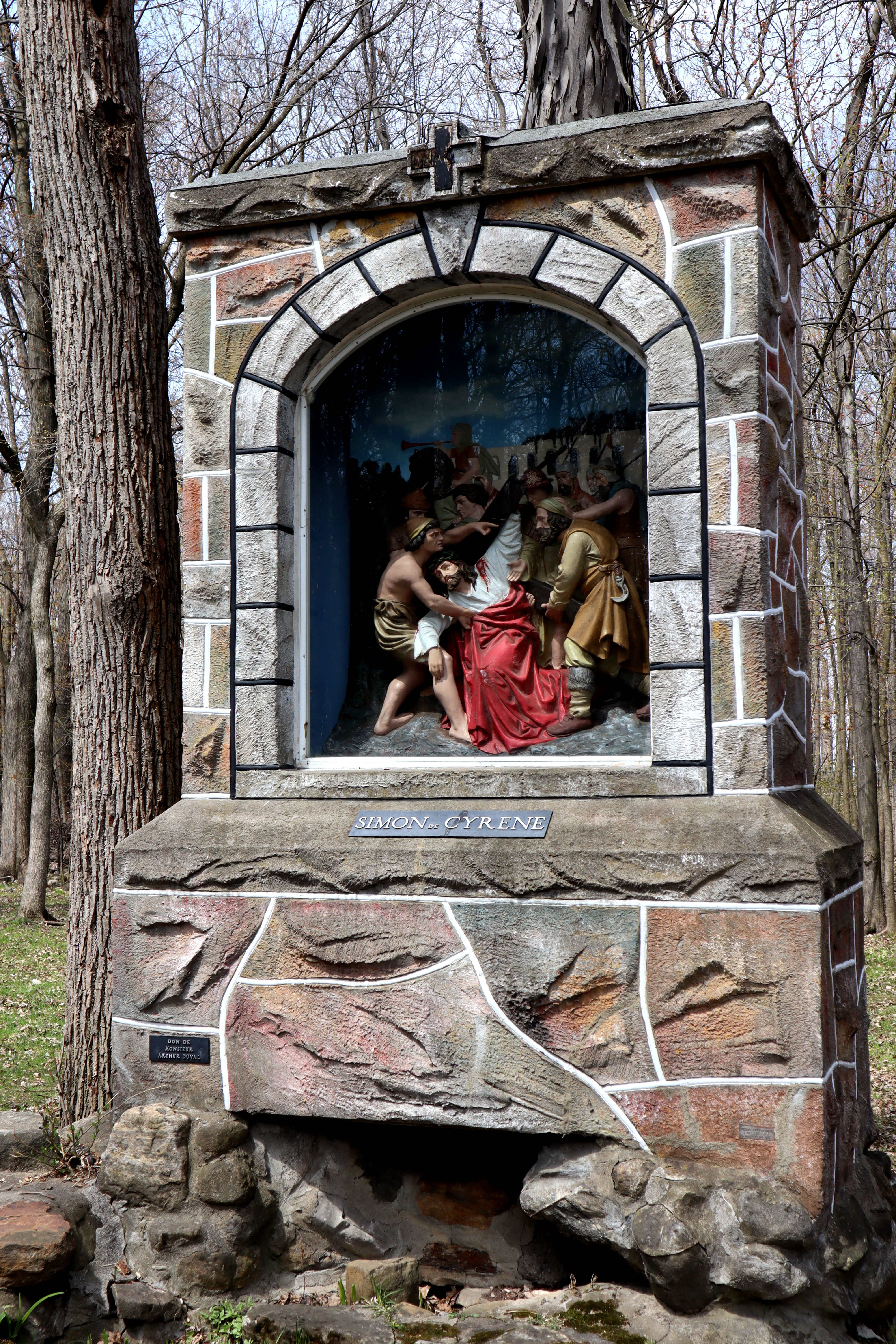
Simon de Cyrène porte la croix.
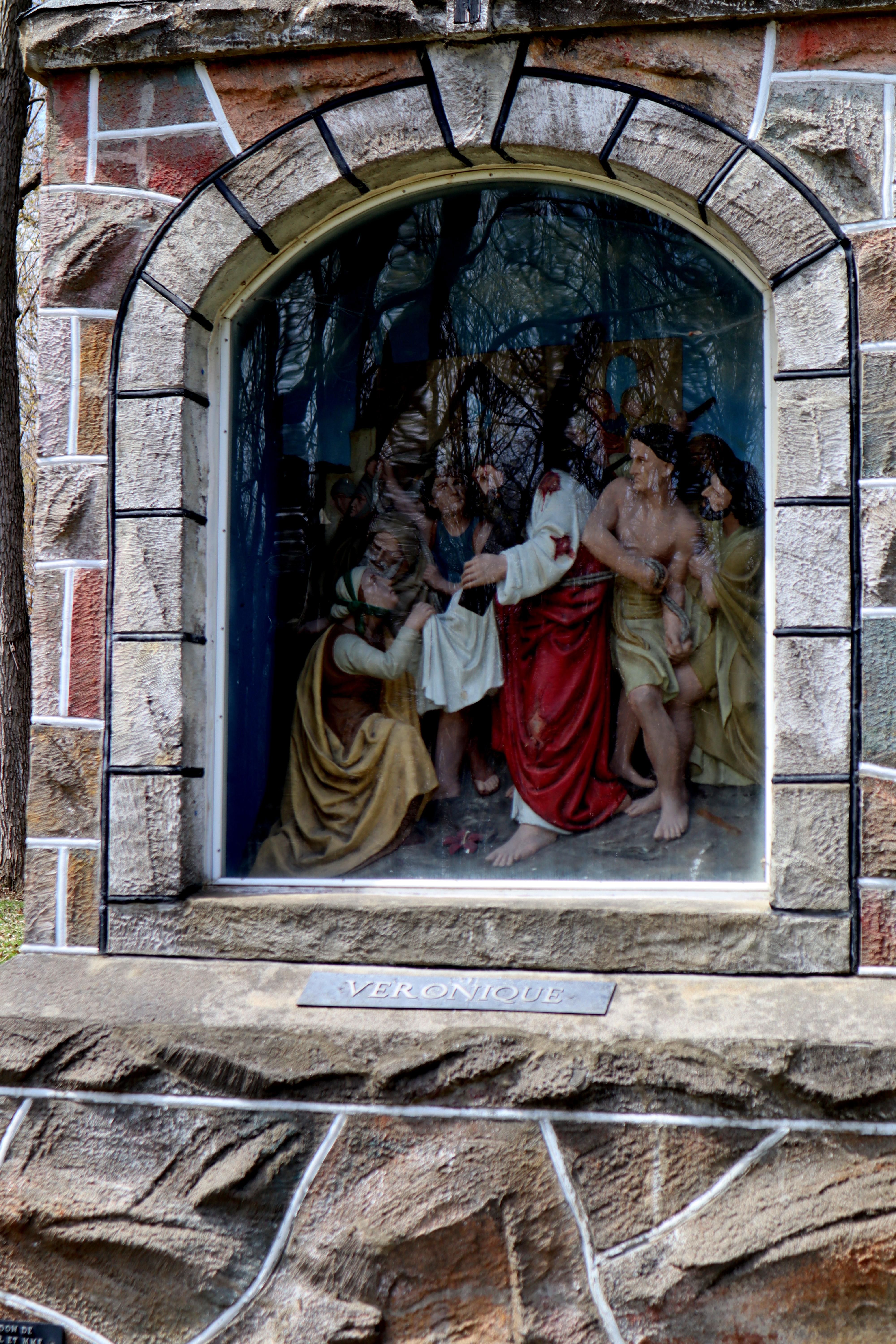
Véronique essuie le visage du Christ
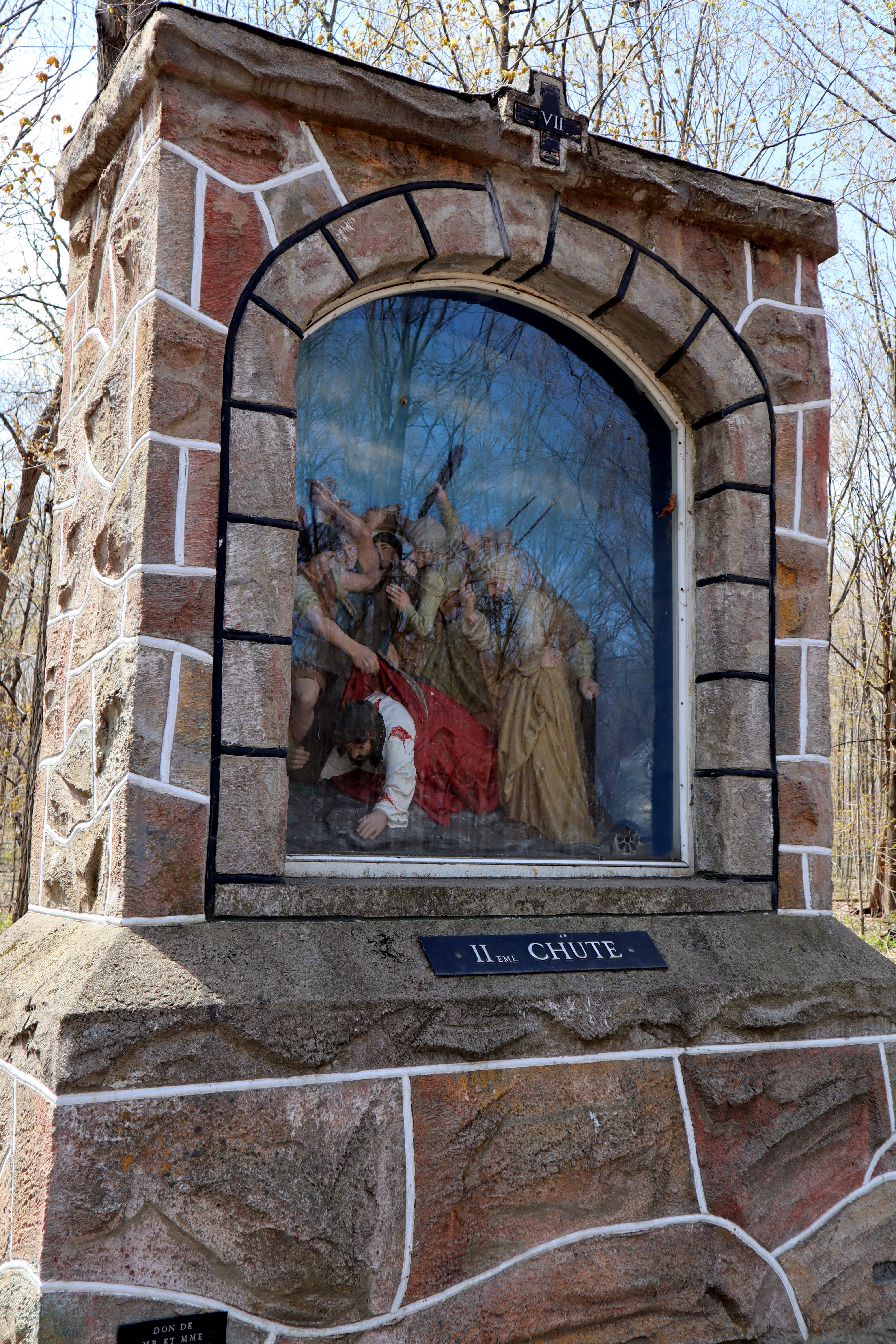
La deuxième chute
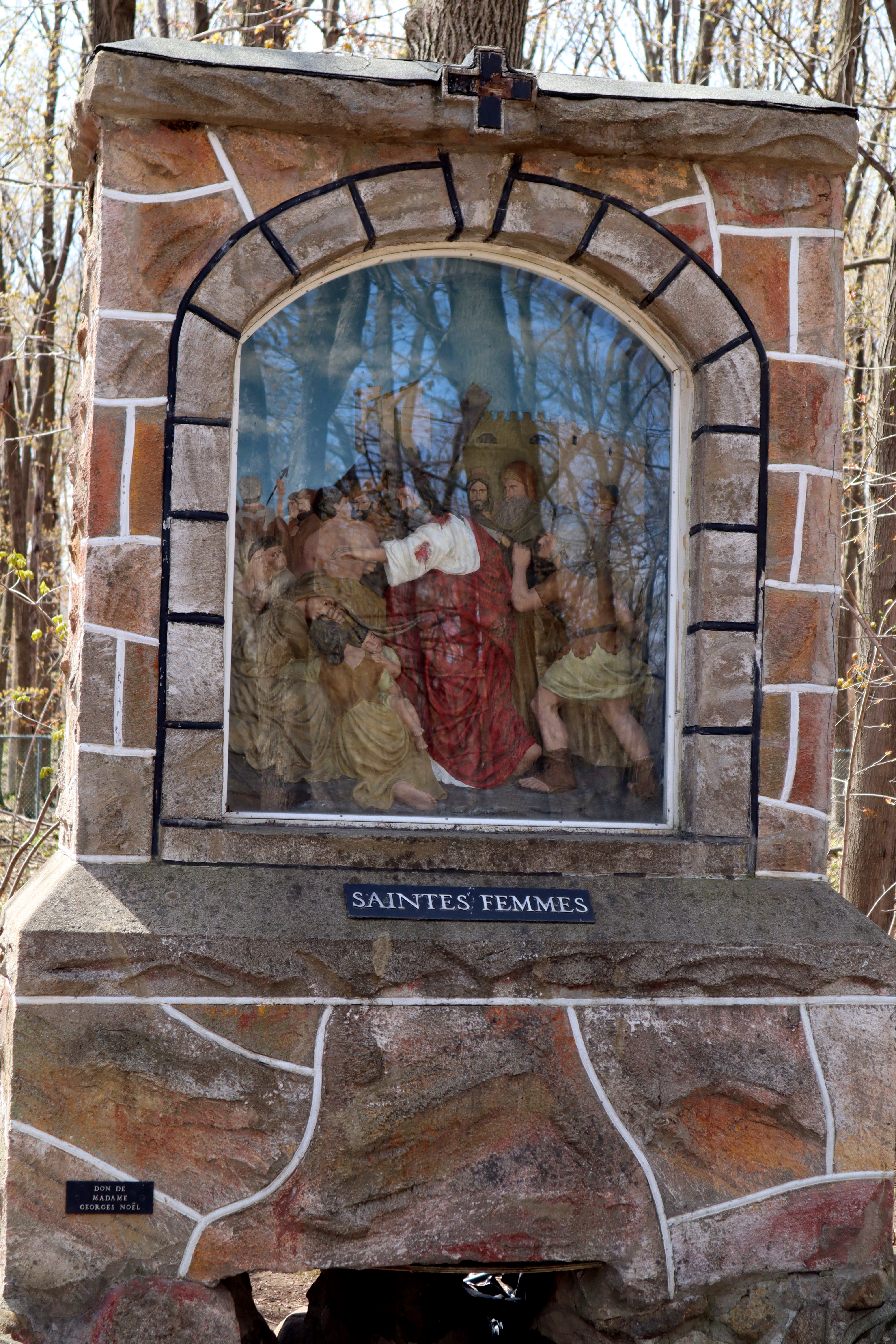
Les saintes femmes
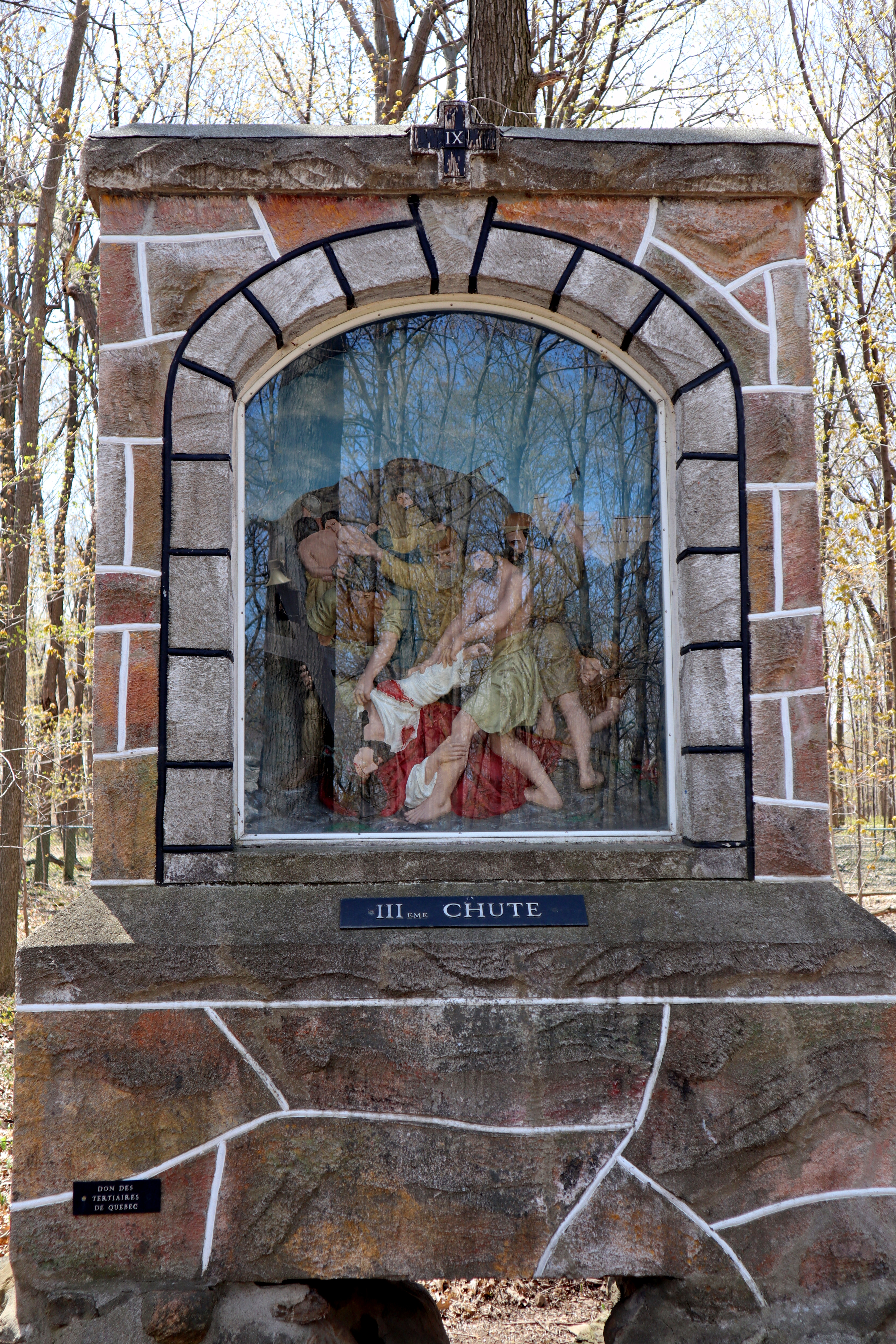
La troisième chute
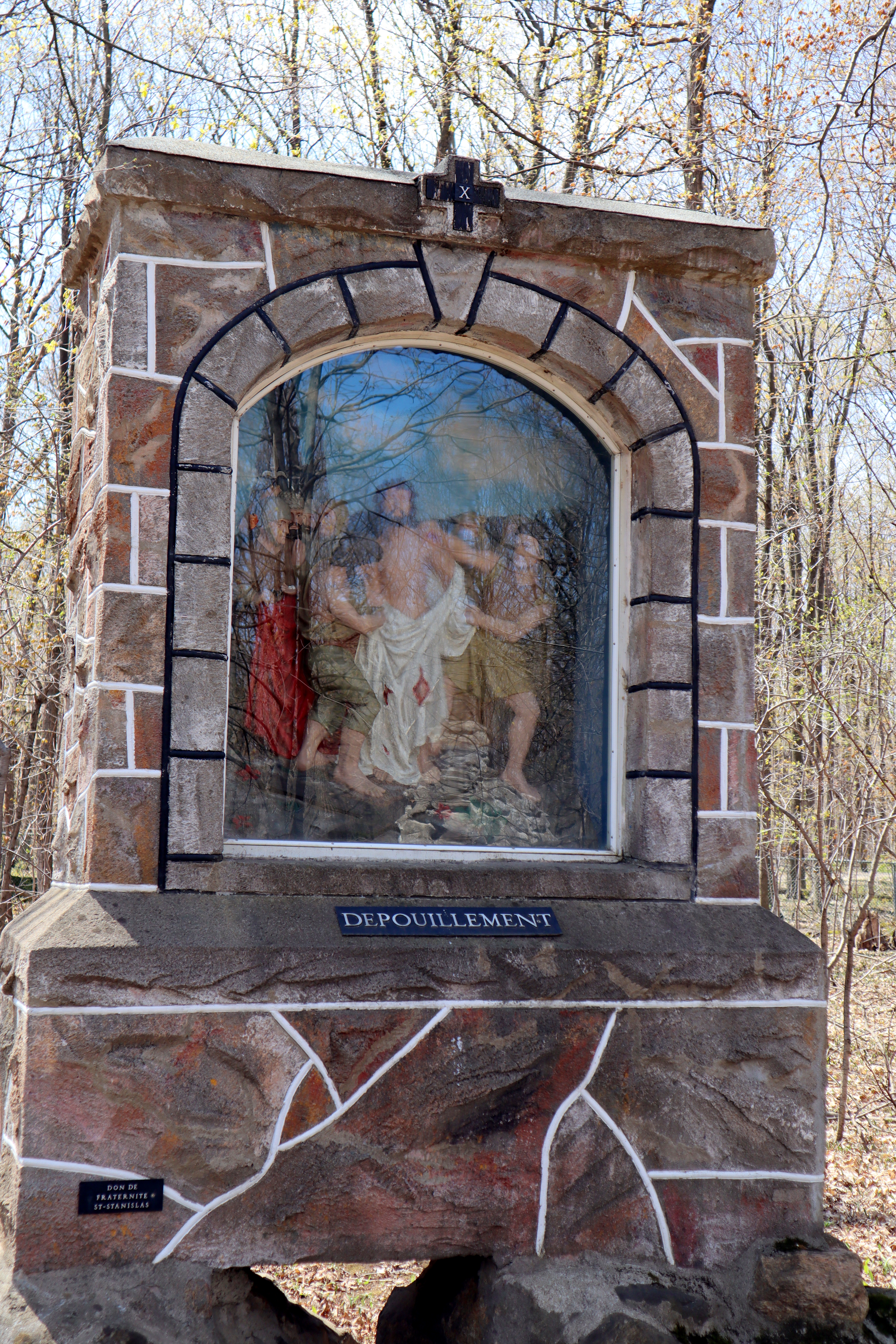
Le dépouillement
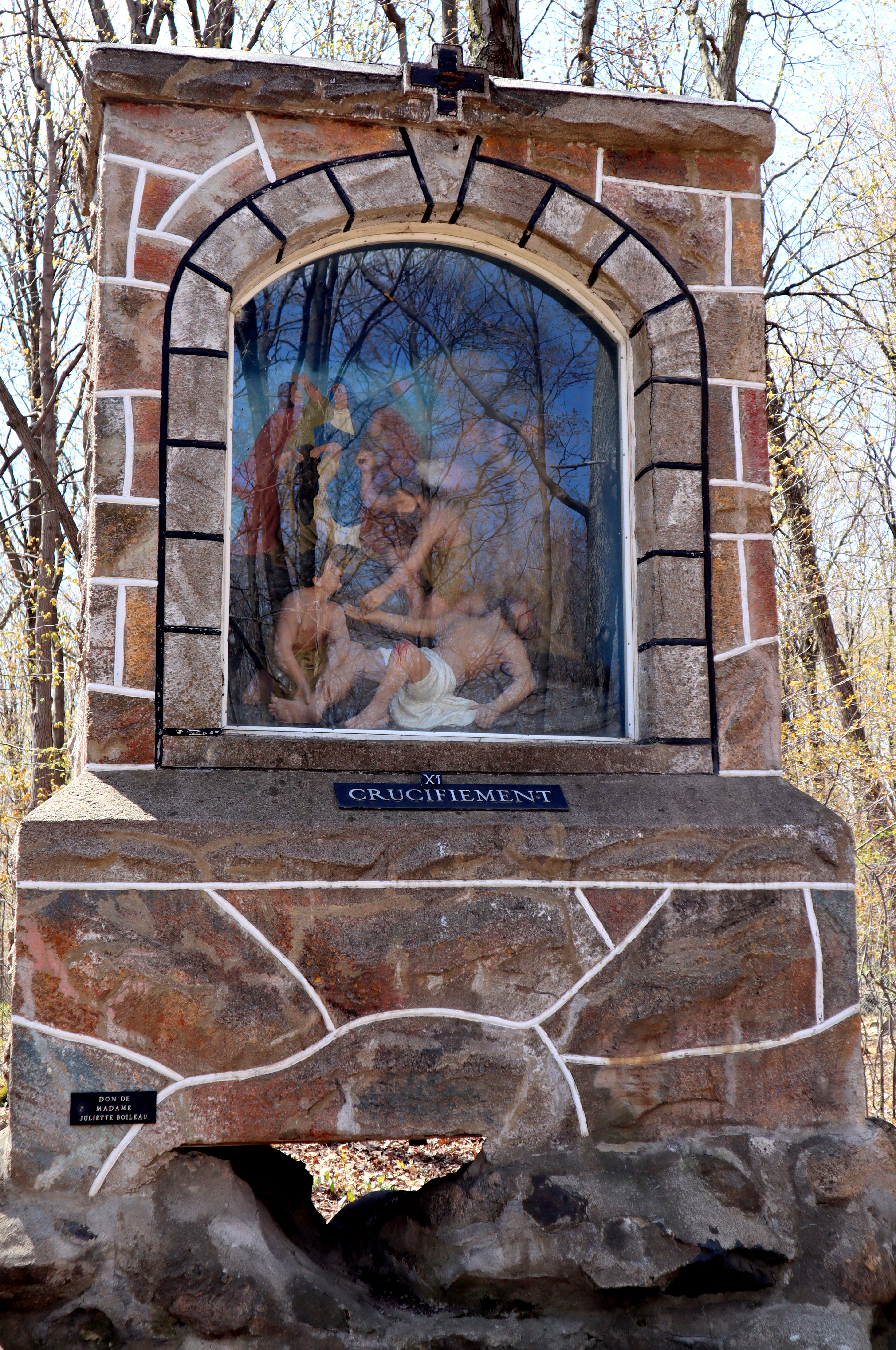
La crucifixion
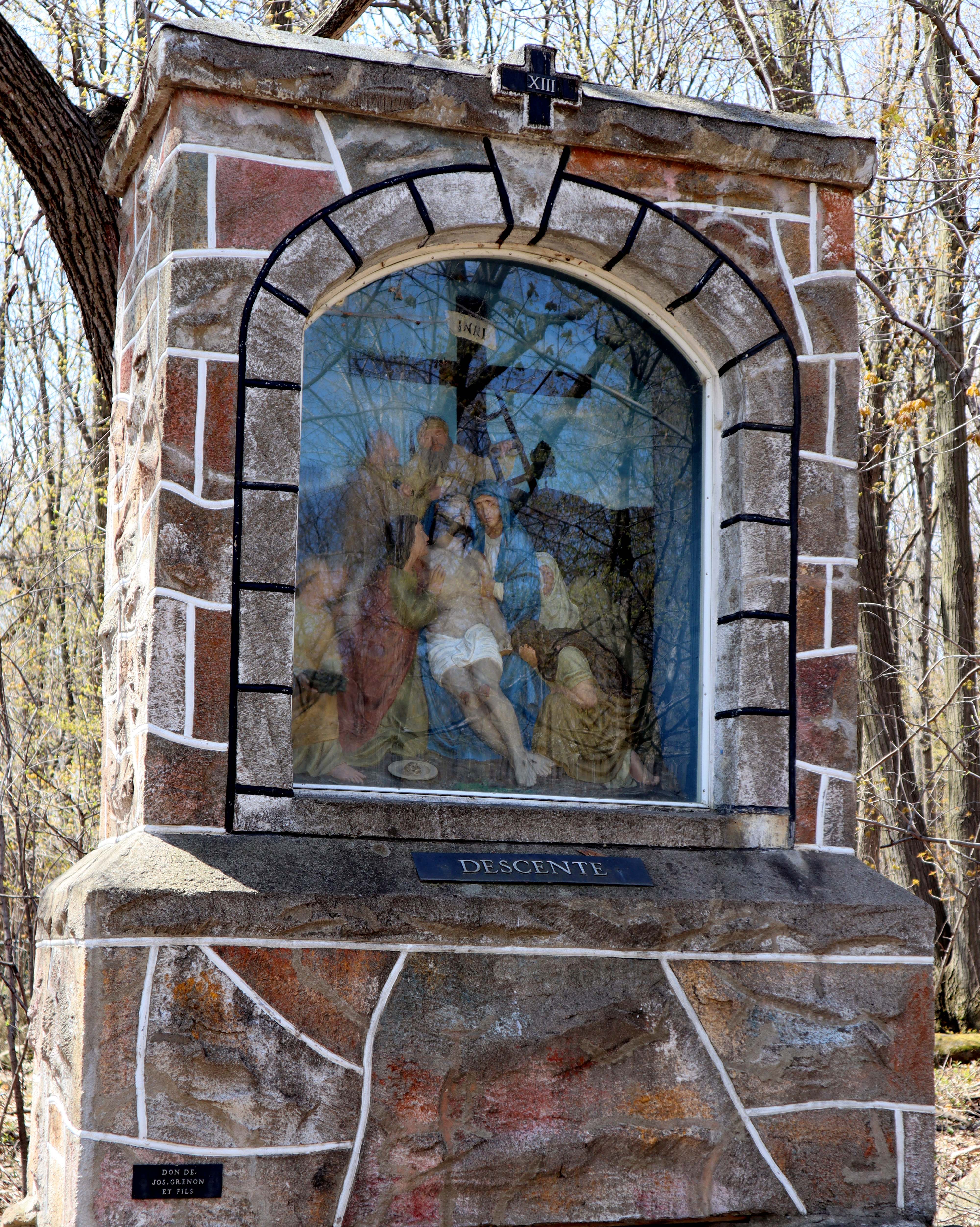
La descente de la croix

### Le calvaire
Les personnages grandeur nature était originellement en plâtre. En 1931, ils sont remplacés par des répliques en bronze coulés à Vaucouleurs en France par l'Union internationale artistique de Vaucouleurs et pesant près de six tonnes.

### La Pietà
À la fin du chemin de croix, on retrouve une Pietà construite sur le même modèle que les stations.

### Le tombeau
Construit également par Frédéric Janssoone, le tombeau se veut une réplique de celui édifié par Joseph d'Arimathie pour le Christ.

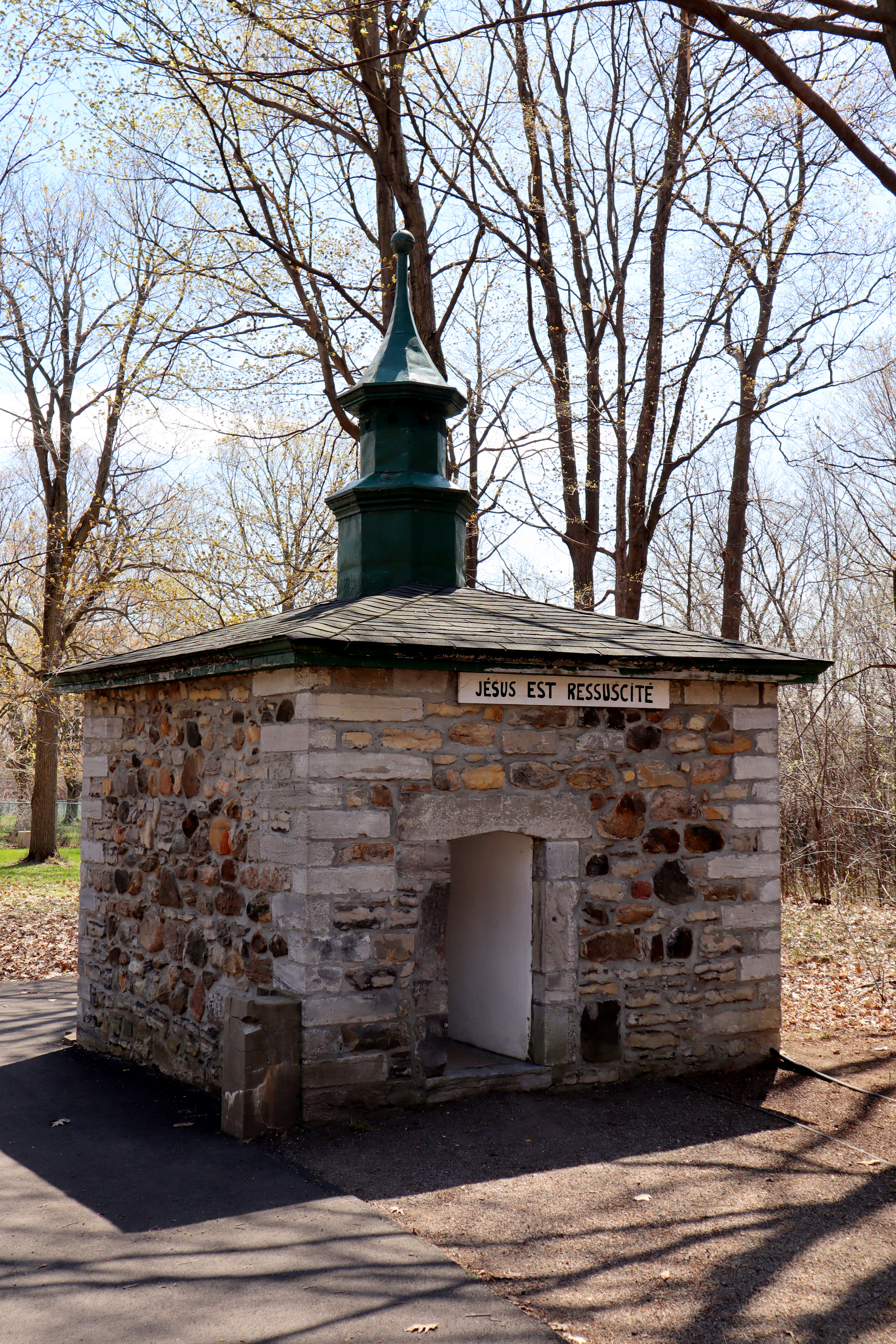
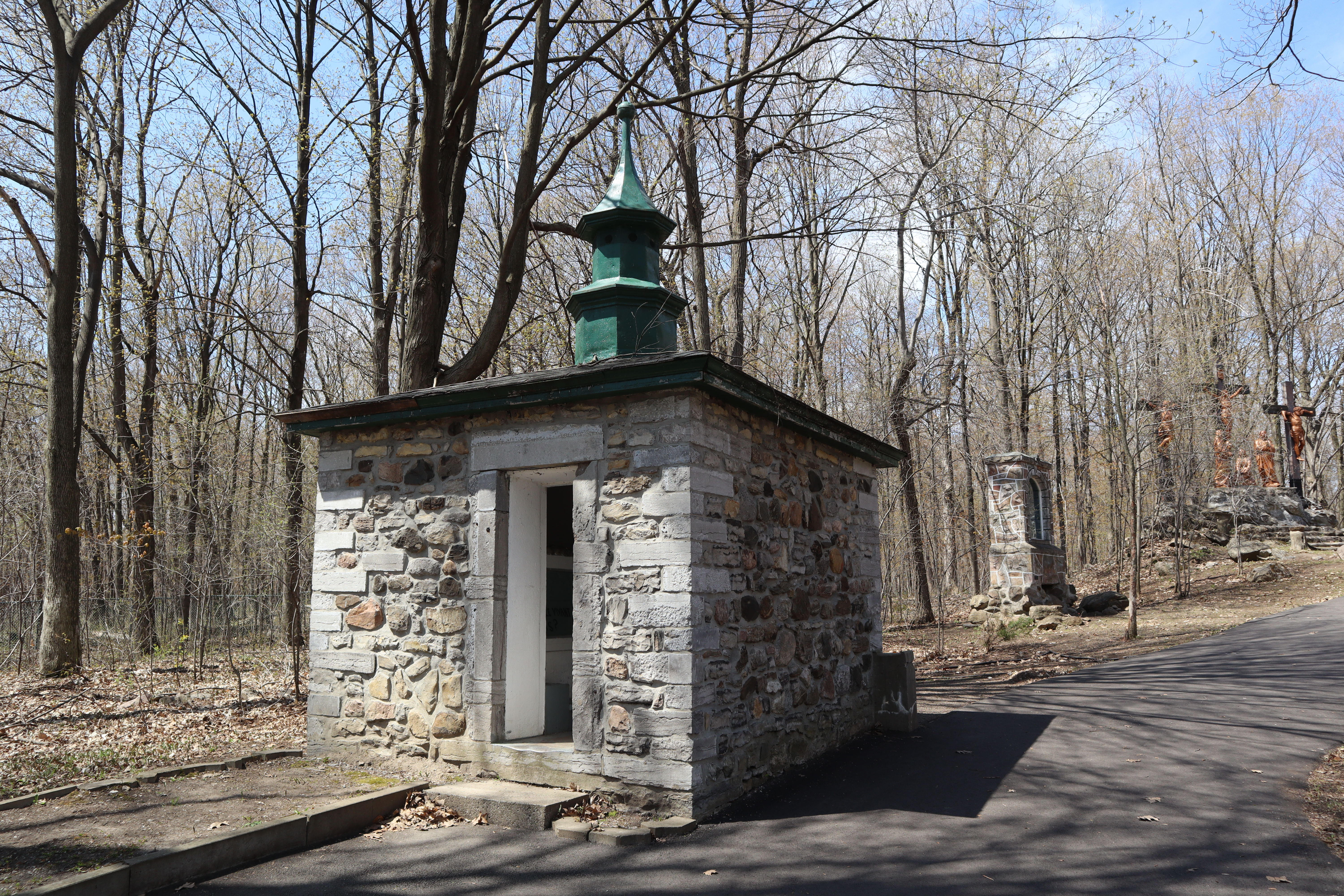

### La grotte de Lourdes
Une reproduction de la grotte de Lourdes a été construite en 1901 au centre du boisé.

### La chapelle du cinquantenaire
À l'occasion du cinquantenaire du sanctuaire en 1946, une chapelle est construite pour accueillir en plein-air les nombreux pèlerins que ne pouvait recevoir la chapelle. Le Christ en pierre au-dessus de l'autel est du sculpteur Armand Filion.

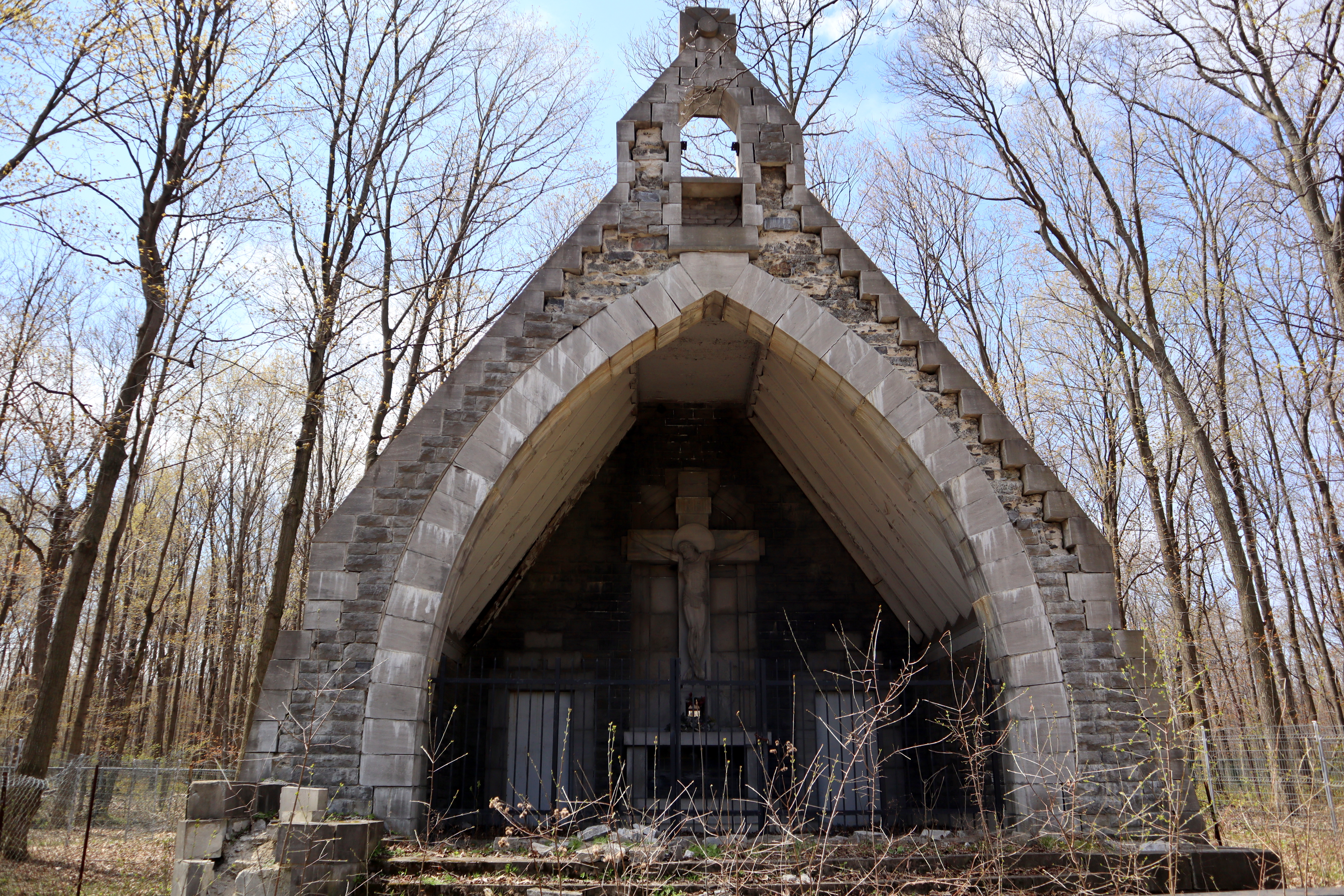
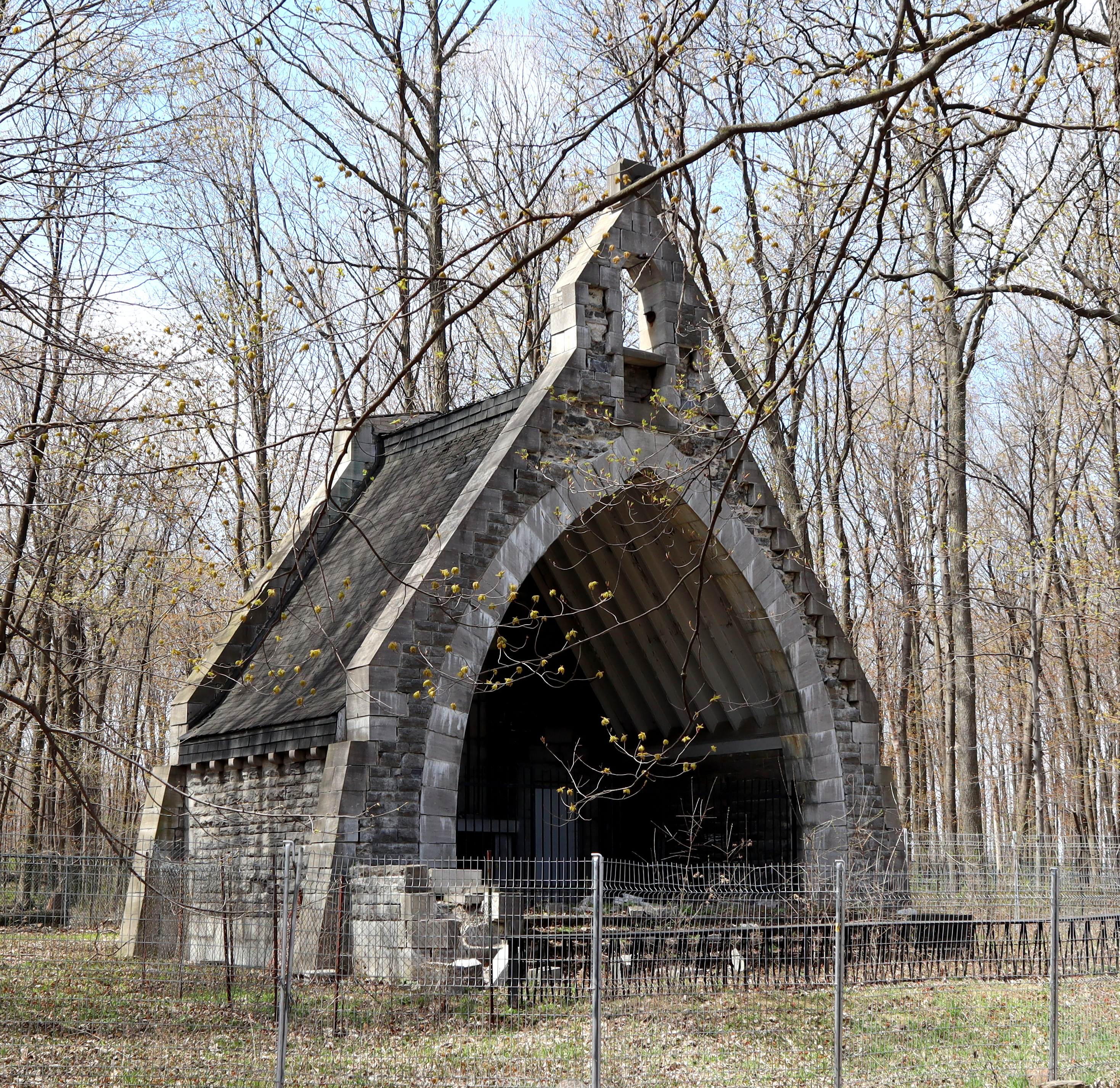

### Le vitrail
À l'entrée du chemin de croix et du boisé, un vitrail est érigé en l'honneur de saint François d'Assise. Donnée au sanctuaire à l'occasion du 800e anniversaire du saint, la sculpture le représente entourée de fleurs, de fruits et de ciel. Sa main droite tient une colombe, symbole de paix. Le vitrail a été réalisé par Laurens Kroon sur les plans du Capucin Guy Bruneau.

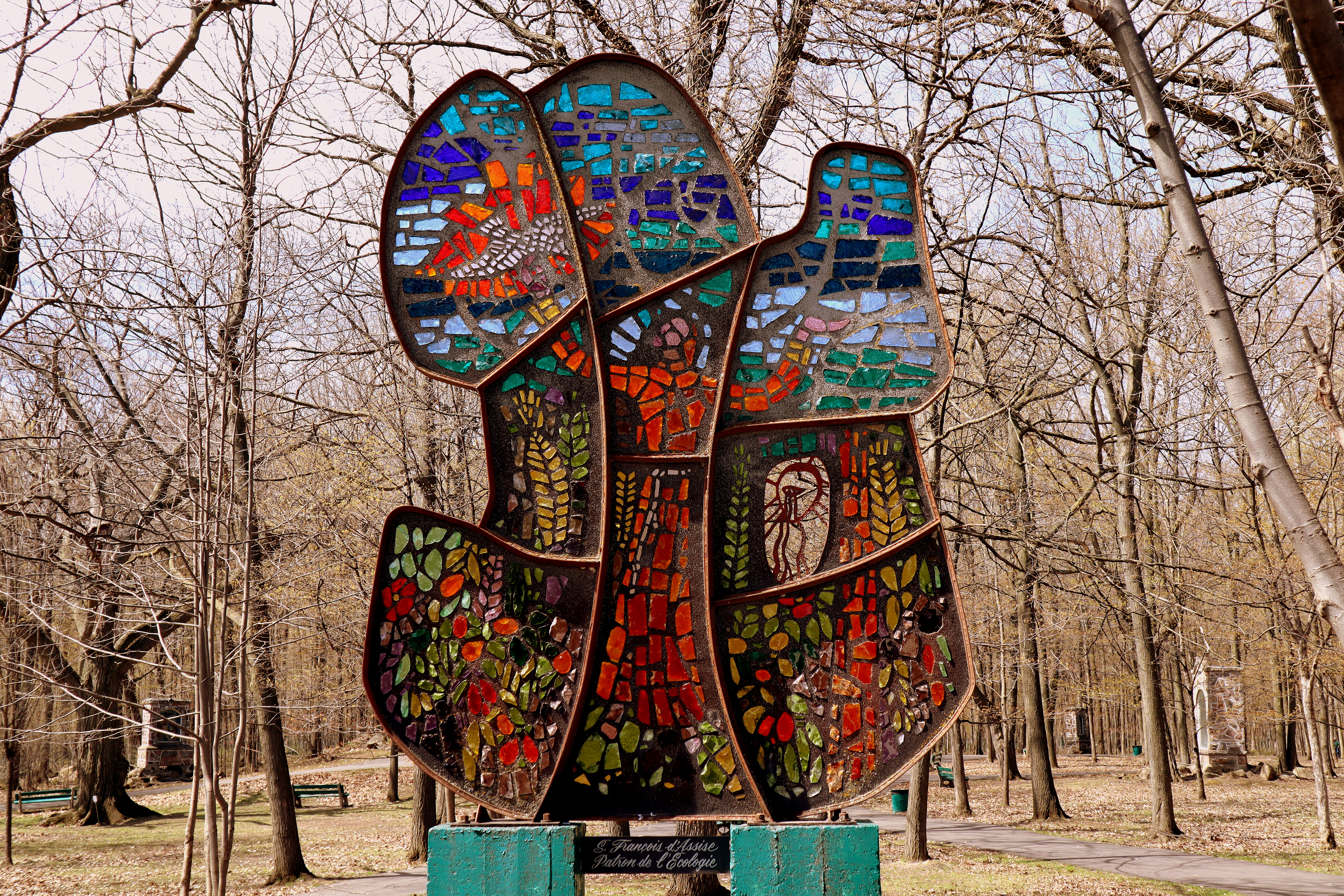
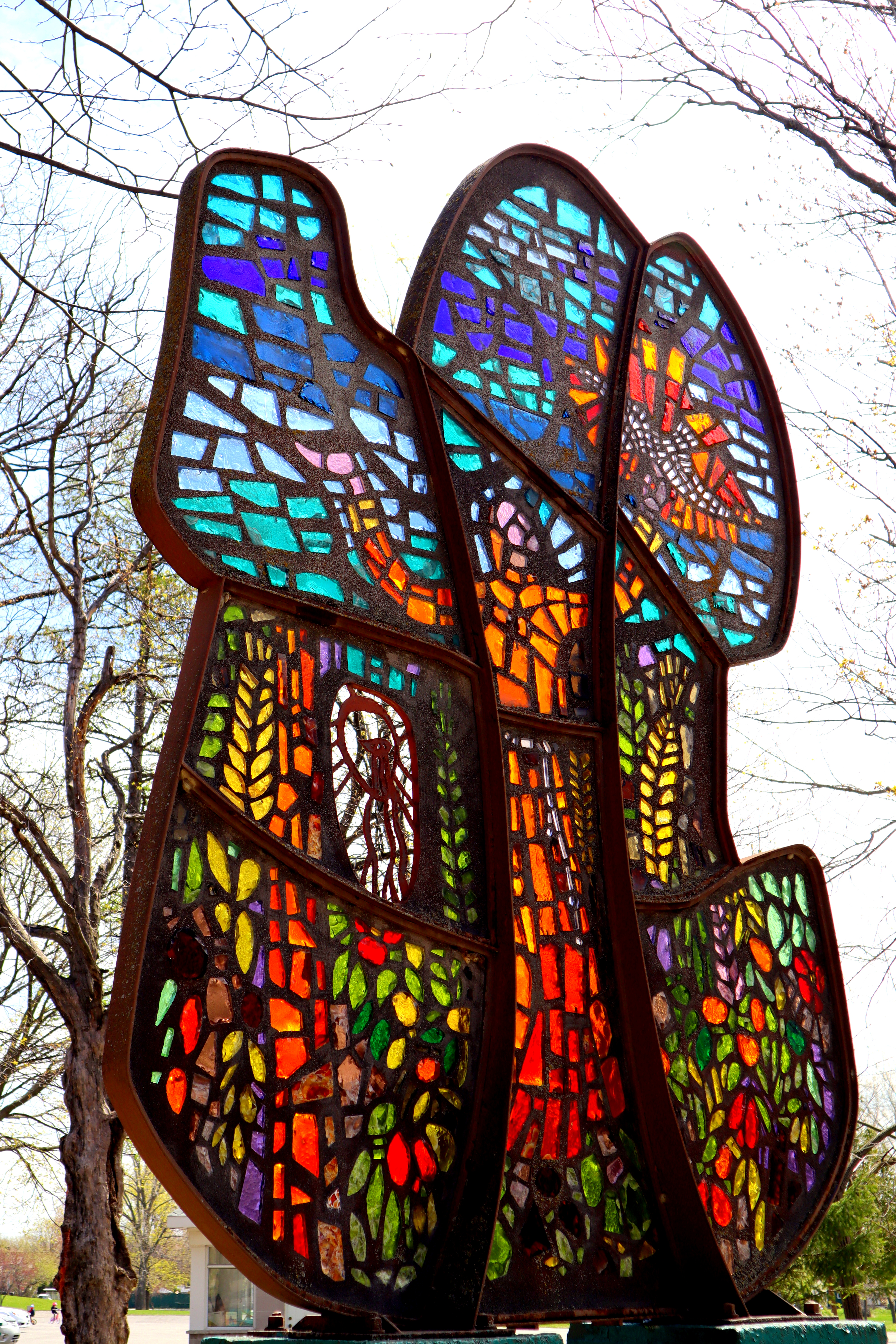

Un bâtiment sert pour l'accueil et pour la vente d'objets de piété.